# Победа стран «оси» в художественных произведениях
Победа во Второй мировой войне стран оси, прежде всего нацистской Германии и Японской империи, — одна из популярных концепций художественных произведений, написанных в жанре альтернативной истории, часто антиутопической.

## Описание
Наряду с предметом изучения довоенной футурологии и основанных на документальном экспертном анализе научных и научно-популярных работ историков, политологов и др., победоносная для стран Оси Вторая мировая война служит основой сюжета в большом количестве фантастических произведений культуры (книг, кинофильмов, компьютерных игр и др.) послевоенного времени.
Зачастую художественное осмысление темы содержит более смелые предположения о возможных вариантах развития истории и общества, чем это могут себе позволить эксперты в рамках научного анализа.
По данным «Alternate History Month», победа стран «оси» является одним из двух наиболее часто используемых в альтернативно-исторических произведениях на английском языке сюжетов (наряду с Гражданской войной в США), причём, согласно прозвучавшим на конвенте «Уолдкон» (англ. Worldcon) в 2001 году цифрам, основывающимся на статистике базы данных Uchronia, период Второй мировой войны прочно удерживает первенство (на втором месте Гражданская война в США, на третьем — революция в России и Первая мировая война). Немецкая газета Die Welt считает, что наблюдается всплеск интереса к теме и победа Рейха в войне — исходная посылка едва ли не двух третей альтернативно-исторической фантастики.
В настоящей статье описываются наиболее значимые художественные произведения жанра. Разделение на регионы и их порядок — по степени представленности в рамках предмета статьи. Внутри регионов страны перечисляются по алфавиту. Произведения даются хронологически, по годам их выхода в свет. Пограничные случаи замыкают настоящую статью.

## Довоенная литература
См. также раздел Довоенная футурология
Ниже представлены аналитические, публицистические труды и литературные антиутопии, увидевшие свет до и во время Второй мировой войны. Поскольку до войны не был известен ни итог последней, ни даже сама её определённость, такие произведения не могут быть отнесены к жанру альтернативной истории — эта история на тот момент ещё не стала альтернативной, но была лишь вероятностью, — однако являются образцами другого жанра, футурологии, научного либо художественного прогнозирования будущего.

### «Последние и первые люди»
Масштабная псевдохроника британского философа и писателя-фантаста Олафа Стэплдона, написанная в 1930 году. В книге описано развитие человечества на протяжении двух миллиардов лет, за которые сменилось 18 биологических видов людей и огромное количество цивилизаций. В первых шести главах, где речь идёт о Первых людях (собственно, нынешних homo sapiens sapiens), рассказывается, в числе прочего, и о Великой Отечественной войне.
По версии автора, бедная Советская Россия благодаря нэпу становится всё более и более зависима от США, их финансов и технологий, и, при внешнем сохранении коммунистической риторики, эволюционирует в их несамостоятельный придаток. Там пестуются антигерманские настроения, между Россией и Европой нарастает напряжённость. Европа, объединившаяся в довольно неустойчивую поначалу прогерманскую Европейскую Конфедерацию, намеревается с помощью войны захватить нефтяные промыслы азиатской России. Её цели: подрыв могущества США и собственная консолидация.
Поводом к войне оказался выход в Германии провокационной книги, где русское лицо характеризовалось как имеющее обезьяньи и недочеловеческие черты. Москва потребовала запрета книги, Берлин настаивал на свободе слова. Итоги продлившейся всего одну неделю войны: Москва, Петербург и Берлин уничтожены авиацией, но Конфедерация побеждает. Вся европейская Россия обработана особыми отравляющими газами, пространство от Чёрного до Балтийского моря выжжено, необитаемо и лишено какой бы то ни было флоры и фауны.
Однако эти же газы продолжили носиться и над самой Европой, уничтожая и калеча всё живое, что нанесло ей непоправимый ущерб. Америка оказывает деморализованной Европе помощь, но последняя обставлена так, что теперь и Конфедерация попадает в финансово-экономическую зависимость от заокеанского хозяина. После окончательного падения России русский дух, культуру и, в частности, большевизм перенимает и усваивает поднимающийся Китай, впрочем и он всё больше разлагается Америкой.
- Stapledon, O. Last and First Men: A Story of the Near and Far Future. — London: Methuen, 1930. — 336 с. — ISBN 185798806X (2000 edition).
- Стэплдон, О. [lib.aldebaran.ru/author/styepldon_olaf/styepldon_olaf_poslednie_i_pervye_lyudi_istoriya_blizlezhashego_i_dalekogo_budushego/ Последние и первые люди: история близлежащего и далекого будущего]. — СПб., М.: ACT, Ермак, 2004. — 638 с. — ISBN 5170216130.

### «Ночь свастики»
Другой вариант названия — «Долгая ночь». Роман-антиутопия британской феминистки Кэтрин Бёрдекин 1937 года, опубликованный в 1940 году под псевдонимом Мюррей Константайн. Действие происходит спустя семьсот лет после прихода нацистов к власти. Германия и Япония выиграли «Двадцатилетнюю войну», Рейх простирается на всю Европу и европейскую часть бывшего Советского Союза. В Европе ненавидят англичан, потому что они были последними, кто сопротивлялся. В завоёванном мире царит гомосексуальное женоненавистничество, христиане маргинализованы, евреи устранены, женщины лишены гражданских прав и одержимы гендерным самоуничижением, деторождение повсеместно презираемо.
Японцы управляют Америкой, Австралией и Азией до Персии и Урала, неизбежные войны Германии с Японией заканчиваются безрезультатно: паритет. Однако обе супердержавы подвержены катастрофической депопуляции из-за вырождения женщин. Адольфу Гитлеру поклоняются как высокому белокурому «арийскому» божеству, история полностью переписана. Главный герой, волей случая увидевший фотографию реального Гитлера, шокирован. Его убивают эсэсовцы, однако он успевает передать правду об истории сыну.
- Constantine, M. Swastika Night. — London: Victor Gollancz Ltd, 1940. — 196 с. — ISBN 0935312560 (1993 edition).

### «Иллюзорная победа»
Сатирический роман-предостережение австрийского эмигранта, позже политического аналитика Harper’s Magazine Эрвина Лесснера (англ. Erwin Christian Lessner), изданный в 1944 году. Нацистская Германия повержена — однако большей части нацистских вождей удаётся раствориться среди населения и уйти от возмездия. Умело используя дырки в послевоенных законах оккупационной администрации антигитлеровской коалиции, попущения союзников и пассивный саботаж немцев, нацисты шаг за шагом возвращаются к власти.
Германия обзаводится новым фюрером-пастырем, а затем возобновляет экспансию нового, Четвёртого рейха. К 1951 году военно-морские силы Германии оказываются равными американским — и пастырь начинает говорить о «расширении нашего пастбища». В 1955 году континентальная Европа и обанкротившаяся Россия становятся германскими колониями. В 1960 году возобновляется агрессия против Великобритании — а далее и на весь мир.
- Lessner, E. Phantom victory. The Fourth Reich: 1945—1960. — New York: G. P. Putnam’s, 1944. — 227 с.

## Послевоенные произведения

### США

#### «Две судьбы»
Повесть журналиста и писателя-фантаста Сирила Корнблата, впервые изданная в 1958 году в авторском сборнике «A Mile Beyond the Moon». Индейский знахарь с помощью галлюциногенных грибов отправляет физика-ядерщика из 1945 года в конец XXI века. Там США проиграли войну и уже в 1955 году разделены между нацистской Германией и Японией на оккупационные зоны. Население частично истреблено в ходе завоевания, оставшиеся в живых лишены прав и принуждены к рабскому труду в концлагерях, наука и образование запрещены, процветает культ «арийских» шарлатанов.
- Kornbluth, C. Two Dooms // A Mile Beyond the Moon, a collection of imaginative tales. — New York: Doubleday C, 1958. — 175 с.

#### «Человек в высоком замке»

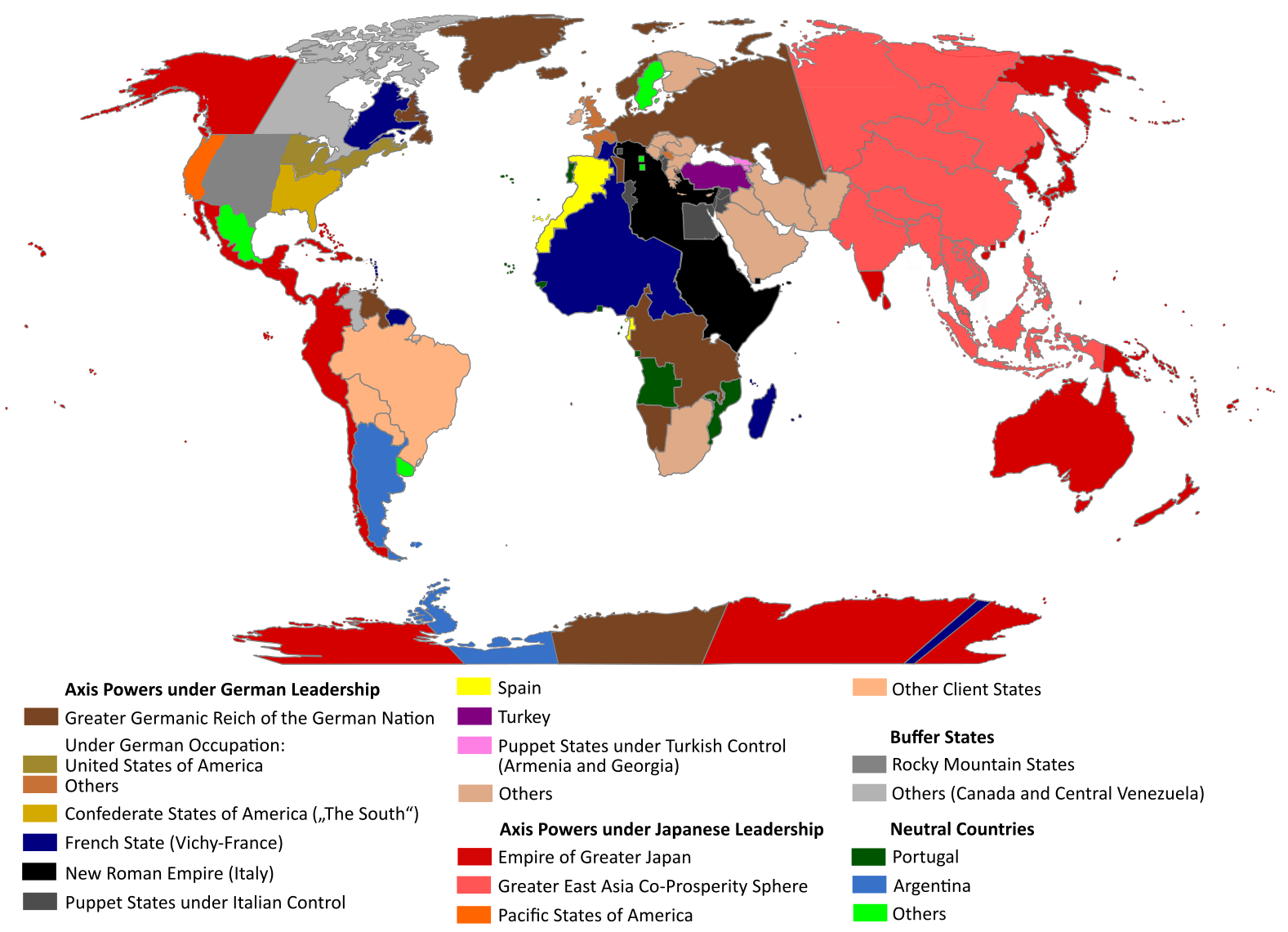
Карта мира произведения

Роман Филипа Дика 1962 года. В 1963 году книга удостоена премии «Хьюго» и считается классикой жанра. Действие происходит через пятнадцать лет после капитуляции США, так и не поднявшихся после Великой депрессии. Россия побеждена ещё в 1941 году, неполноценные народы подверглись тотальному геноциду. Восточное побережье экс-США отошло Германии, западные штаты — Японии.
Рузвельт убит в Майами, военачальники антигитлеровской коалиции преданы суду за военные преступления. В погоне за жизненным пространством осушено Средиземное море. Гитлер из-за сифилиса мозга отошёл от власти, его место занял Мартин Борман (в ходе действия романа последний умирает, и за пост фюрера соперничают Геббельс и Гейдрих). Великая Германия, находящаяся с Великой Японией в состоянии «холодной войны», запускает космические корабли к Луне, Марсу и Венере.
Некоторые герои «Человека в высоком замке» читают популярный роман «И отяжелеет саранча», роман внутри романа. Автор, Готорн Абендсен, описывает альтернативную историю, где Германия и её союзники потерпели поражение в войне. Несмотря на то, что события, описываемые в романе, ближе к «нашей» реальной истории, полностью они с ней не совпадают и реализуется третий сценарий.
- Dick, P. The Man in the High Castle. — New York: Vintage, 1992. — 272 с. — ISBN 0679740678.
- Дик, Ф. Человек в высоком замке. — М.: АСТ, 2001. — 316 с. — ISBN 5170041497.

#### «Перепутанные провода»
Новелла писателя-фантаста Альфреда Бестера, впервые изданная в 1964 году. Говард Кэмпбелл из Нью-Йорка знакомится случайно по телефону с милой девушкой Пэтси, живущей там же. Но они почему-то никак не могут «состыковаться» в городе, хотя оба приходят в одно время в одно и то же место.
Внезапно оказывается, что мужчина живёт в нашей реальности, а девушка — в той, где США проиграли войну и в 1945 году были оккупированы Японией. Он американец, она японка по фамилии Симабара, чья семья прибыла в Америку с оккупационными войсками. На Манхэттен в 1945 году была сброшена японская атомная бомба, в результате чего часть Нью-Йорка радиоактивно заражена, а Бронкс и Куинс — оккупационные лагеря для белых и чёрных американцев…
- Альфред Бестер. [lib.ru/BESTER/01-83.txt Перепутанные провода]. — New York, 1964.

#### «Стальная мечта»
Книга Нормана Спинрада 1972 года, структурно написанная как «роман в романе». В центре повествования — пронацистский фэнтези-роман «Вождь под свастикой», написанный Адольфом Гитлером, который после Первой мировой войны в 1919 году эмигрировал в США, где стал поначалу талантливым иллюстратором, а затем и не менее талантливым писателем фантастики, систематически занимаясь в этом жанре популяризацией нацизма.
Этот «вложенный» роман сопровождается разоблачительным анализом литературного критика, из которого становится ясно, что в Германии в 1930 году нацисты проиграли борьбу коммунистам и произошла социалистическая революция. В результате Великий Советский Союз занимается геноцидом евреев, в 1948 году побеждает Великобританию и становится влиятельной силой в Латинской Америке. США, чувствуя угрозу, политически сближаются с Японией, простые американцы восхищаются её самурайскими обычаями. Но в мире нет силы, способной помешать Холокосту и спасти немногих выживших после коммунистического истребления евреев.
- Spinrad, N. The Iron Dream. — New York: Avon Books, 1977. — ISBN 0380002000.
- Спинрад, Н. Стальная мечта. — М.: Центрполиграф, 1996. — 239—510 с. — ISBN 5218000523.

#### «Абсолютное решение»
Книга Эрика Нордена (англ. Eric Norden) 1973 года. В Рейхе идёт борьба за власть между умеренными прагматиками, сторонниками линии на сохранение Оси с Японией, и фанатиками-расистами, жаждущими освободить мир от «дегенеративной жёлтой расы». Остальной мир завоёван двумя империями. Нью-йоркский полицейский внезапно обнаруживает живого еврея, хотя все они давно уничтожены вплоть до последних, скрывавшихся до 1962 года в Камбодже. Негры и славяне выращиваются в лабораториях как домашние животные. Концлагеря становятся мировыми святынями, прославляющими уничтожение врагов, дети увлечены телешоу гладиаторских боёв, еврейские кости из всех концлагерей служат предметом частного коллекционирования. Нацистская расовая политика сливается с американским образом жизни… Полицейский убивает последнего еврея — не из юдофобии, а из сострадания.

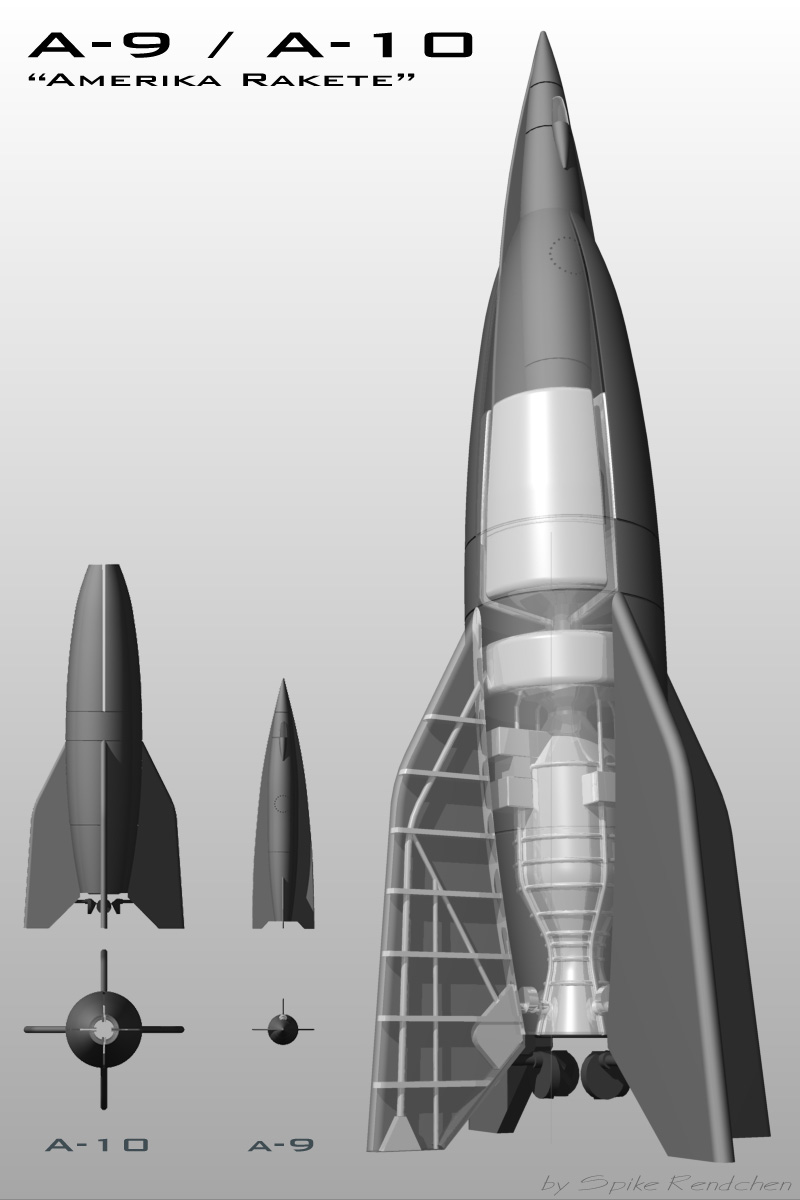
Amerika Rakete (A-9/A-10) — реальная германская разработка «оружия возмездия»

- Norden, E. The ultimate solution. — New York: Warner paperback library, 1973. — 142 с. — ISBN 0446751545.

#### «Последняя статья»
Рассказ Гарри Тёртлдава 1988 года. Победивший во Второй мировой войне нацистская Германия оккупирует Британскую Индию. И, соответственно, становится вместо британской короны противником индийского национально-освободительного движения во главе с Махатмой Ганди и Джавахарлалом Неру. Однако стратегия ненасильственного сопротивления оказывается в проигрыше перед нацистами: те не имеют никаких тормозов морального плана и потому на них не производят никакого впечатления гибель и страдания беззащитных индийцев. Оккупанты сравнивают себя при этом с римлянами, считают, что Древний Рим погиб от толерантности к ранним христианам, и полны решимости не повторить ошибки.
- There Will Be War VII: Call to Battle // Edited by Jerry Pournelle & John F. Carr. — New York: Tor Books, 1988. — 384 с. — ISBN 0812549635.

#### «Ледяная Луна»
Сатирический роман лауреата премии «Прометей» Брэда Линевивера (англ. Brad Linaweaver) 1988 года. Гитлер выиграл Вторую мировую войну, реализовал германский атомный проект и побеждает Америку, которая распадается на мелкие немощные государства. Уинстон Черчилль осуждён как военный преступник. Однако идеология брутального нацизма приводит мир к крайнему индивидуализму. Анархистски настроенная дочь Йозефа Геббельса публикует секретные дневники своего покойного отца, обнажая причудливые фантазии пропагандиста нацистской доктрины.
- Linaweaver, B. Moon of Ice. — Arbor House Pub Co., 1988. — 248 с. — ISBN 0877959455.

#### «Столкновение орлов»
Роман Лео Рутмана (Leo Rutman) 1990 года. Завоевав Великобританию, нацистская Германия приступает к главному вторжению — через Атлантику. Возглавляемые Эрвином Роммелем германские войска высаживаются в Квебеке и продвигаются через Новую Англию к Нью-Йорку. Остальная часть Соединённых Штатов остаётся пока незанятой, но подверженной такому риску. Правительство Рузвельта эвакуируется из Вашингтона на запад страны, откуда начинает полномасштабное сопротивление агрессору.
- Rutman, L. Clash of Eagles. — New York: Fawcett Publications, 1990. — 530 с. — ISBN 0449145964.

#### «Филадельфийский эксперимент II»
Кинофильм Стивена Корнвелла 1992 года. Ошибка американских учёных, устроивших секретный «Филадельфийский эксперимент», становится роковой: из 1984 в 1943 год проваливается самолёт стелс Локхид F-117 «Найт Хок» с ядерным оружием — прямиком к нацистам.
В результате главный герой оказывается в 1993 году в параллельном мире, где вот уже полвека царит кровавая диктатура победившей весь мир нацистской Германии. Герой вступает в борьбу за восстановление правильного прошлого и будущего. Этого удаётся достичь только с помощью смерти отца виновника незапланированной телепортации самолёта.

#### «7 декабря 1941 года: иной путь»
Книга майора американских ВВС Дэвида Эллея (David L. Alley) 1995 года. Вместо бомбардировки Пёрл-Харбора и войны с США Японская империя присоединяется к нацистской Германии в войне против СССР. Япония бомбит Владивосток и вторгается в Сибирь. Одновременно она захватывает Индокитай, Индонезию и Австралию, не трогая американские Филиппины. Вынужденный воевать на два фронта СССР не может удержаться под натиском узников ГУЛАГа, Сталин убит. В США побеждают изоляционисты, атомный проект свёрнут из-за высокой стоимости. Британия сдаётся Гитлеру.
Рейх успешно завершает Холокост в Европе, вторгается на Ближний Восток и форсирует работы по проекту, после чего атомная бомба сбрасывается на Нью-Йорк и США также капитулируют. Однако при попытке устроить Холокост в Америке нацисты сталкиваются с невиданным дотоле в мире огромным возмущением американцев и их массовым сопротивлением. Испуганный преступлениями режима Альберт Шпеер взрывает атомную бомбу на съезде НСДАП в Берлине и освобождает мир.
- Alley, D. December 7, 1941: A Different Path. — Knoxville, TN: Tennessee Valley Publishing, 1995. — 208 с. — ISBN 1882194160.

#### «1945»
Написанный в 1995 году роман бывшего спикера Палаты представителей Конгресса США Ньюта Гингрича («человек года» 1995 года по версии журнала «Тайм») и Уильяма Форсчена (William R. Forstchen). США побеждают Японию, нацистская Германия параллельно побеждает СССР, британцы мирятся с нацистской Европой и воюют за прежде французский Индокитай. Супердержавы (Германия и США) находятся в состоянии ядерной гонки и холодной войны, которая стремительно переходит в горячую фазу. С помощью налётов своих межконтинентальных реактивных самолётов Рейх останавливает американскую ядерную программу.
- Gingrich, N.; Forstchen, W. 1945. — Riverdale, NY: Baen Books, 1996. — 400 с. — ISBN 9780671877392.

#### «После Дахау»
Роман Дэниэла Куинна 2001 года. Благодаря организации «Живём снова» души людей вместе с воспоминаниями о прежней жизни переходят новым людям, дополняя их личности. Негритянка Мэлори Гастингс таким образом получает воспоминания о параллельном мире, где она родилась в 1922 году, — и понимает, что всё вокруг неё «пошло не так». Гитлер победил, Вторая мировая война выиграна, весь мир стал «арийским», то есть был очищен от евреев и цветных. История переписана, концлагерь Дахау представлен как сражение во главе с Гитлером против нечисти.
Нацистская расовая политика оказала огромное влияние на Америку, евреи умерщвлены, негры в концлагерях, Мэлори вынуждена скрываться в подполье. Необходимо рассказать этому миру, что он потерял, и исправить его. Это достигается показом артефактов, созданных евреями и неграми из параллельного (то есть нашего) мира, — в частности, работ Альберта Эйнштейна, Зигмунда Фрейда и картин художников-афроамериканцев. Последним таким артефактом, заброшенным в окно с помощью кирпича, становится дневник Анны Франк.
- Quinn, D. After Dachau. — New York: Context Books, 2001. — 230 с. — ISBN 189395613X.

#### «В виду врагов моих»

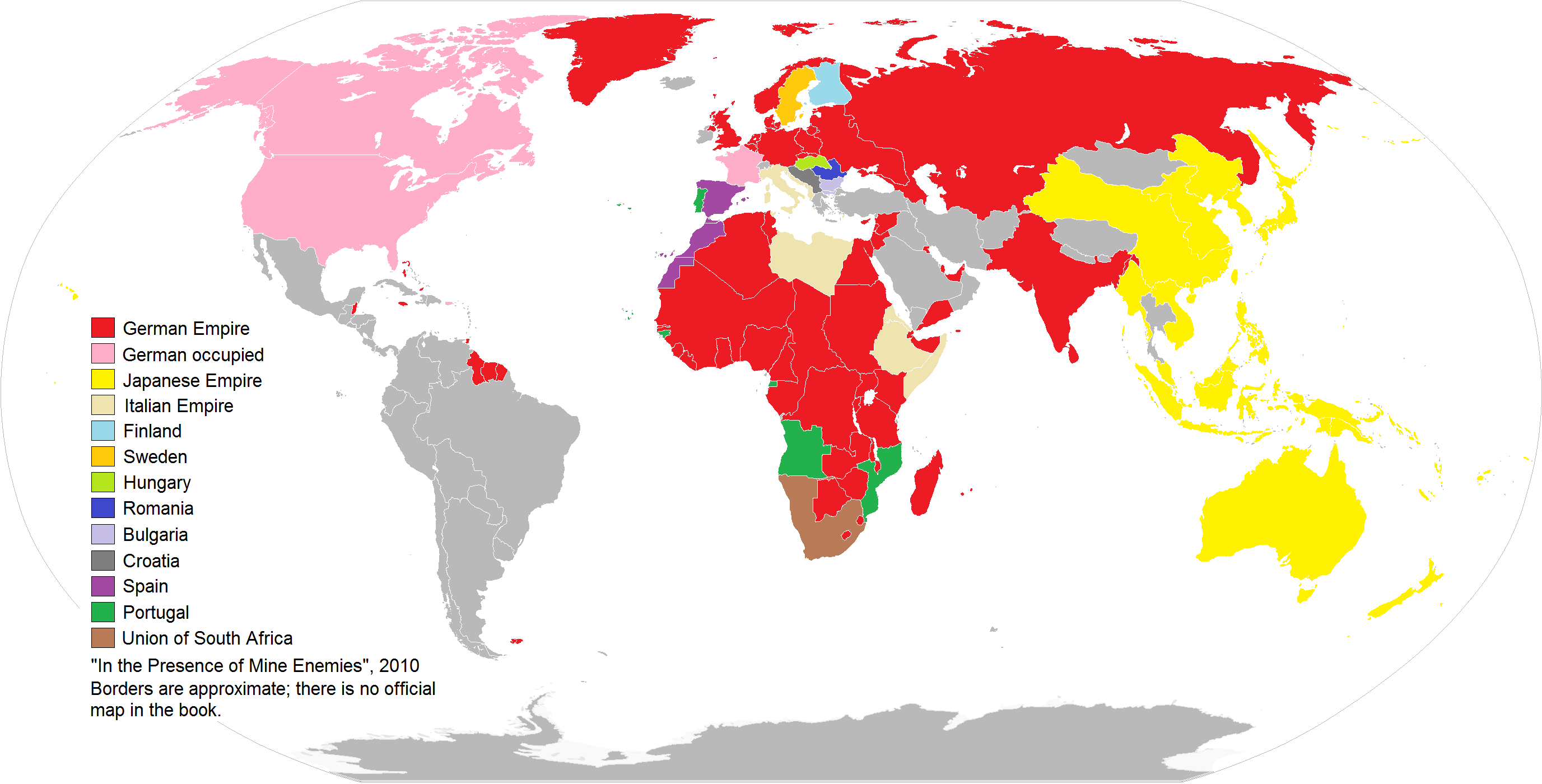
Мир в 2010 году по книге Гарри Тёртлдава «В присутствии моих врагов»

Книга Гарри Тёртлдава 2003 года. США не принимают участия во Второй мировой войне, из-за чего в остальном мире воцаряются нацисты. Происходит Третья мировая война, по Америке применено ядерное оружие. В 2010 году небольшая группа чудом выживших в Холокосте скрытых евреев взламывает компьютерную сеть Рейха и разваливает его изнутри. Новым фюрером взамен умершего негодяя Курта Вальдхайма становится тайный еврей и пытается демократизировать общество — но в решающий момент рассекречивается его этническая принадлежность.
- Turtledove, H. In the Presence of Mine Enemies. — New York: New American Library, 2003. — 464 с. — ISBN 0451529022.

#### «Заговор против Америки»
Изданный в 2004 году роман лауреата Пулитцеровской премии Филипа Рота. Франклин Рузвельт проигрывает президентские выборы 1940 года и президентом США оказывается германофил Чарльз Линдберг. В результате Америка становится изоляционистской и ещё более консервативной. В обществе процветает юдофобия. Еврейская семья ощущает постоянные преследования и дискриминацию на национальной почве.
- Roth, P. The Plot Against America. — Boston, MA: Houghton Mifflin, 2004. — 400 с. — ISBN 0224074539.

#### «Большой»
Роман военного эксперта Стюарда Слэйда (англ. Stuart Slade) 2007 года. После захвата Франции нацистская Германия вторгается в Великобританию, побеждает её и устанавливает там пронацистский режим. Британия становится антиамериканской и добавляет свою мощь к германской. Действие происходит в 1947 году, когда Советский Союз и США всё ещё безуспешно воюют с Рейхом — и конца этой войне не видно. Однако США вот-вот получат атомную бомбу, которую не замедлят применить против Германии.
- Slade, S. The Big One. — LULU, 2007. — 260 с. — ISBN 1430304952.

#### «Звёздный путь»
В трёх сериях сериала «Звездный путь: Энтерпрайз» (последняя часть третьего сезона «Час Ноль» (2004) первая и вторая — четвёртого «Грозовой фронт» (2005)) Рейх в 1944 году оккупировал Соединённые Штаты от Атлантического океана до Скалистых гор, захватив Нью-Йорк и Вашингтон. Штаб нацистских оккупантов разместился в Белом доме. Гитлер посетил Нью-Йорк, был восторженно встречен специально отобранной толпой и фотографировался у статуи Свободы. В оккупированной части США имеется некое слабое движение сопротивления. Истребители «Мессершмитт-109» обстреляли космический челнок корабля «Энтерпрайз» из будущего, в результате несколько человек из его экипажа приземляются в Штатах и пытаются вернуть историю на «правильный» путь.
Подобное развитие событий произошло потому, что в альтернативной истории инопланетяне устранили Ленина, не было Октябрьской революции, Российская республика с Временным правительством оказались недееспособны, не образовался СССР, без которого Великобритания терпит поражение в войне.
В эпизоде оригинального сериала под названием «Город на краю вечности», доктор МакКой под воздействием сильного препарата прыгает в пространственно-временной портал и оказывается в США времён Великой депрессии. Кирк и Спок следуют за ним. Позже они узнают, что МакКой спасёт женщину по-имени Эдит Килер от ДТП, после чего она станет лидером движения пацифизма, чем убедит президента США не вступать в войну против нацистской Германии. Германия захватывает Европу и создаёт ядерную бомбу, используя её чтобы оккупировать США. В результате «Энтерпрайза» больше не существует, так как он не был построен в новой реальности. Кирк восстанавливает историю, позволив Эдит Килер погибнуть, несмотря на то, что успел влюбиться в неё.

### Канада

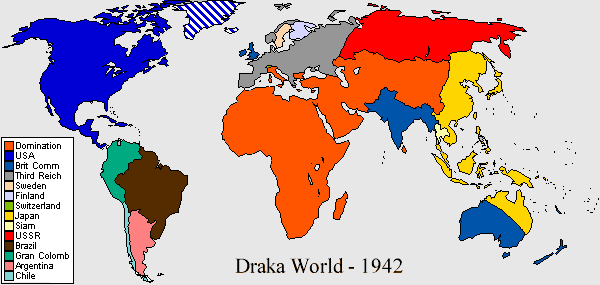
Мир Домината в 1942 году. Серым обозначен Нацистская Германия, оранжевым — Доминат Драка.

#### «Марш через Грузию»
Первый роман из серии «Доминат» франкоканадца Стефана Стирлинга, вышедший в свет в 1991 году. Действие происходит в мире, где к 1940-м годам вся Африка, Аравийский полуостров и Западная Азия находятся под контролем Дракийского Домината — чрезвычайно милитаризированного государства рабовладельцев, основанного в 1770-х годах в Южной Африке. Главный герой — офицер Домината Эрик фон Шракенберг — ведёт борьбу с нацистами, захватившими Кавказ, в оккупированной Грузии. В случае победы Домината Европе придётся столкнуться с ещё более страшным врагом, чем нацистская Германия.
- Stirling, S. Marching Through Georgia. — Riverdale, NY: Baen Books, 1988. — 205 с. — ISBN 0671720694.

#### «Фартинг»
«Фартинг», «Полпенни» и «Полкроны» — детективная трилогия канадки Джо Уолтон 2006—2008 годов. Перелёт Рудольфа Гесса 10 мая 1941 года в Шотландию с целью предложить британскому правительству мир и совместно участвовать в войне против СССР завершается успешно. Несмотря на яростное сопротивление Черчилля, Британия и Германия мирятся, власть в стране получают аристократы-германофилы (Cliveden set).
- Walton, J. Farthing. — New York: Tor Books, 2006. — 320 с. — ISBN 0765314215.
- Walton, J. Ha’penny. — New York: Tor Books, 2008. — 336 с. — ISBN 0765358085.
- Walton, J. Half a Crown. — New York: Tor Books, 2008. — 320 с. — ISBN 0765316218.

## Европа

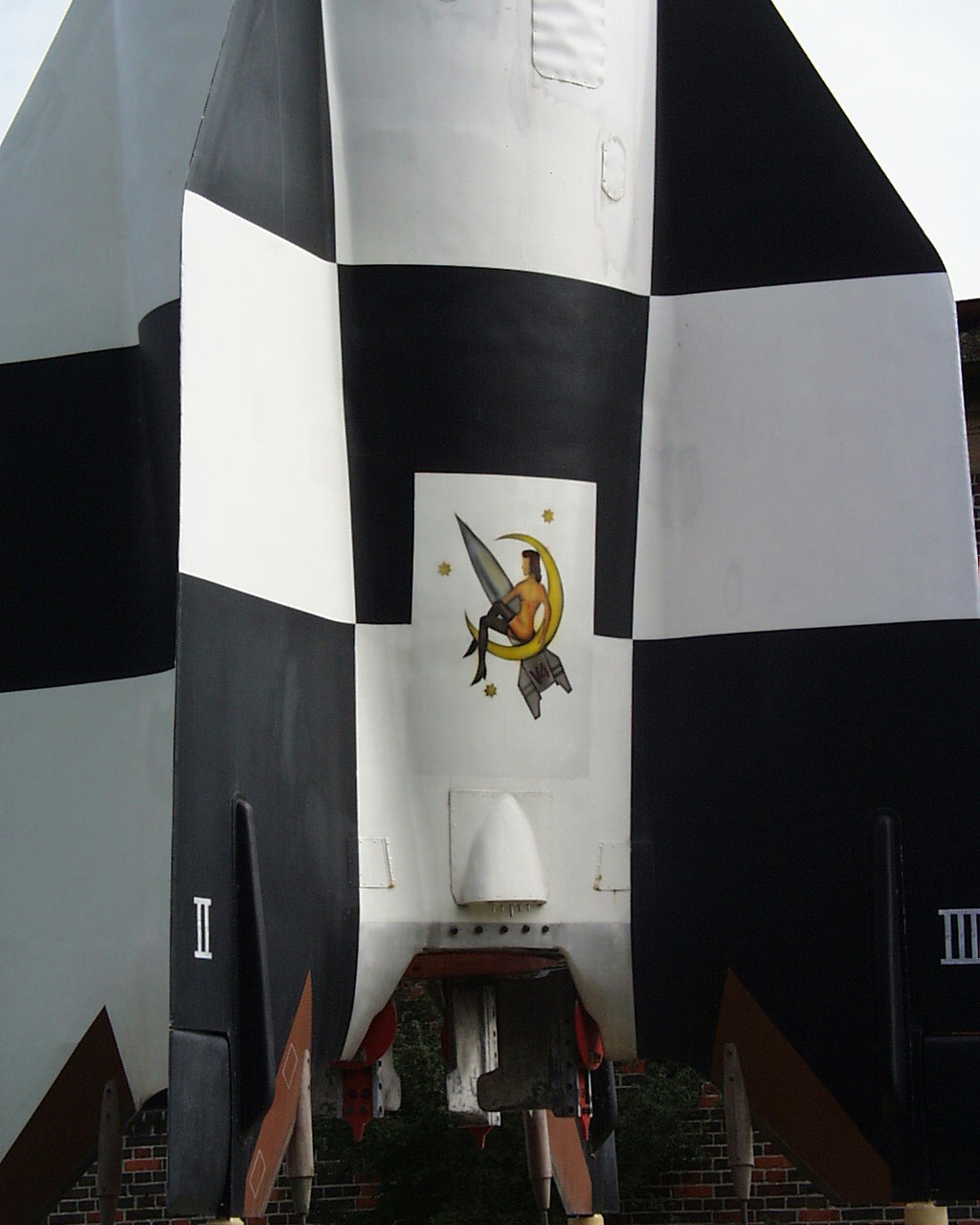
Хвостовое оперение Фау-2

### Австрия

#### «Если бы фюрер это знал»
Сатирический роман венского публициста Отто Бэзила (нем. Otto Basil) 1966 года. Исходным материалом для автора послужил нацистский иррационализм. Он попытался подробно описать мечту нацистов о том, как должен был бы выглядеть покорённый мир — с геноцидом неполноценных народов, цензурой интеллигенции, расовым подходом к науке, преследованиями людей, подпольем.
Действие происходит в 1960-х годах, Рейх сбрасывает атомные бомбы на Японию и завершает мировую войну. Поездка назначенного «консультантом по северным областям» главного героя через страну становится путешествием по постапокалиптическому мрачному жестокому миру, население которого пытается забыться в наркотиках, психоаналитиках и сексуальном разврате.
- Basil, O. Wenn das der Führer wüsste. — Wien: Molden, 1966. — 418 с. — ISBN 3811835343 (1986 edition).

### Великобритания

#### «Мир на наши времена»
Двухактная пьеса сэра Ноэла Кауарда 1946 года. Германия выиграла битву за Британию и оккупировала последнюю. Идея пьесы родилась у автора в только что освобождённом Париже. Он писал о ней: «Я начал подозревать, что физический эффект четырёх лет периодических бомбёжек намного менее разрушителен для самочувствия нации, чем моральная тяжесть четырёх лет оккупации врагом». Название произведения происходит от известной фразы премьер-министра Великобритании Невилла Чемберлена, вернувшегося в Лондон после Мюнхенского сговора с Гитлером и Муссолини в 1938 году и сообщившему публике о результате: «Мир нашему времени!»

#### «Звук его рожка»
Другие названия — «Звук его рога», «Звук охотничьего рога», «Звуки его рога». Роман 1952 года, написанный отставным британским дипломатом Джоном Уильямом Уоллом (англ. John William Wall) под псевдонимом Сарбан. Лейтенант королевского военно-морского флота Алан Кверильон, попавший в плен в битве за Крит, внезапно оказывается в нацистском мире через 102 года после Второй мировой войны. Британия превращена в огромный охотничий заказник. Там он становится одной из жертв охоты на людей — элитного спортивного развлечения господ с континента. Алан находит убежище среди скрывающейся группы генетически искалеченных унтерменшей.
- Sarban. The Sarban Omnibus: Ringstones, The Sound Of His Horn, The Doll Maker. — Black Mask, 2008. — 350 с. — ISBN 1596545526.

#### «Другой человек»

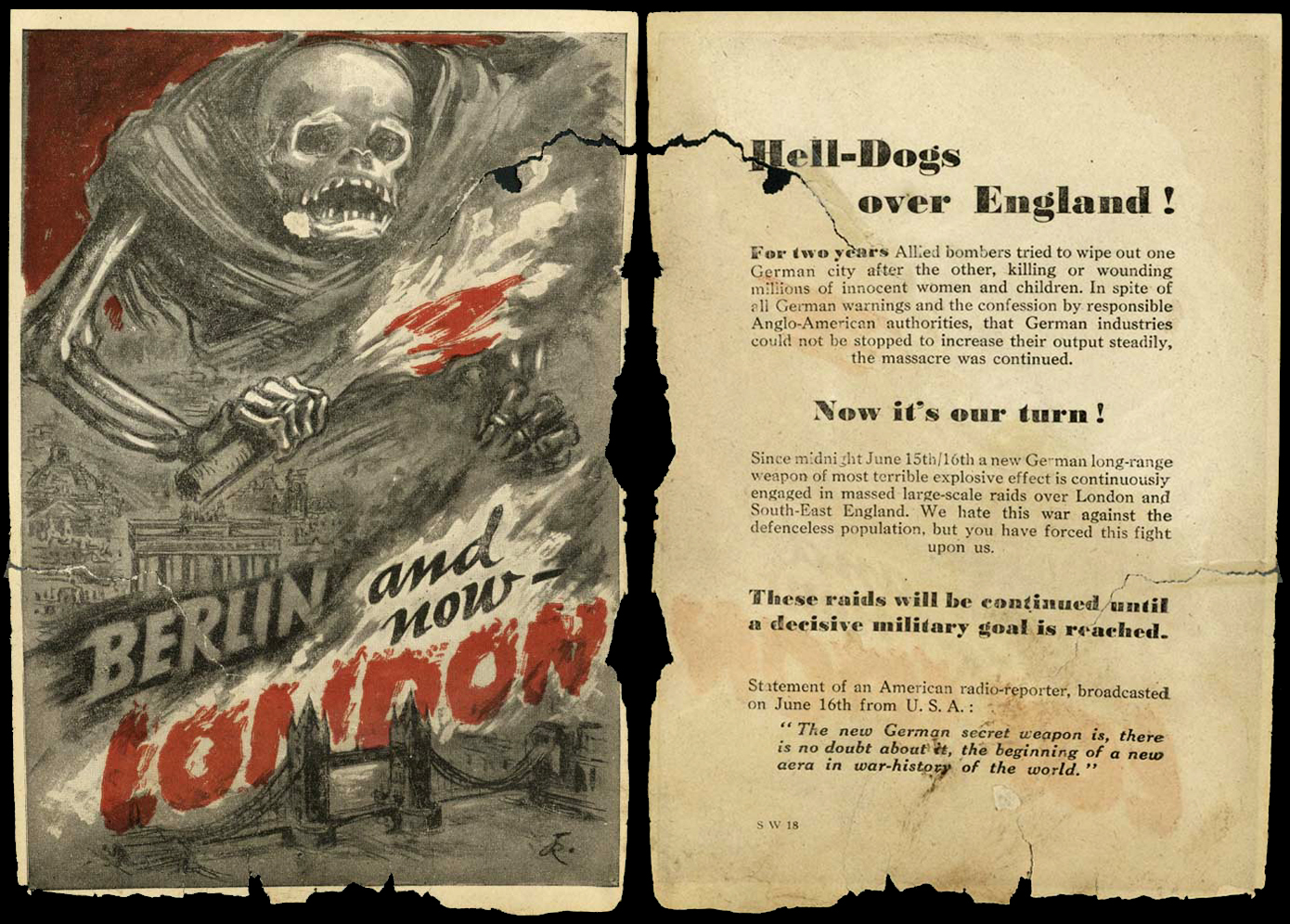
Нацистская пропагандистская листовка. Конец июня 1944

Телевизионный фильм Гордона Флеминга 1964 года по сценарию Джильса Купера (англ. Giles Cooper). Не выдержав масштабных бомбардировок, Британия сдаётся нацистской Германии. Нацисты устанавливают марионеточный режим, реорганизуют британскую внутреннюю и внешнюю политику. Вновь зверски завоёвана Индия, производятся массовые этнические чистки, тоннель под Ла-Маншем строится с использованием рабского труда заключённых.
Главный герой, офицер Джордж Грант, участвует в строительстве дороги из Индии на север, до границ России, его постепенно втягивает машина злодеяний — он вынужден убивать евреев и коммунистов. В конце концов он кончает жизнь самоубийством, однако через год обнаруживает себя вновь в сознании: ему пересажены ткани и органы, заживо вырезанные у умерщвлённых людей, новая нога, новая рука, внутренние органы, глаз. Этот ужас не имеет конца.

#### «Гитлер победил»
Роман 1975 года, написанный британским журналистом и пиар-агентом Одри Хепбёрн и Фрэнка Синатры Фредериком Маллэлли (Frederic Mullally). В нём Гитлер-завоеватель принуждает к покорности Ватикан и венчает себя папской тиарой, становясь новым римским папой.
- Mullally, F. Hitler Has Won. — New York: Simon & Schuster, 1975. — 318 с. — ISBN 0671220748.

#### «SS-GB»
Другие варианты названия — «СС-Великобритания» и «Британия-СС». Книга военного историка Леонарда Дейгтона 1978 года. Действие происходит в ноябре 1941 года спустя девять месяцев после поражения в войне и оккупации Британии Рейхом совместно с союзной Красной Армией. Лондонский детектив по расследованию убийств Дуглас Арчер назначается в Скотланд Ярд. Он разрывается между лояльностью стране и своим профессиональным долгом: распутывая сложное дело, Дуглас выходит на высшие уровни нацистской иерархии.
- Deighton, L. SS-GB. — London: Jonathan Cape, 1978. — 368 с. — ISBN 9780224016063.

#### «Операция „Протей“»
Книга Джеймса Хогана (James P. Hogan), изданная в 1985 году. Текущая история — результат многократных вмешательств в ход времени. Первоначально Первая мировая война вызвала настолько широкое отвращение к войнам, что это привело к интернационализму и внеблоковой политической структуре мира. К XXI веку вся планета живёт мирной жизнью под эгидой Лиги Наций. Однако нашлись люди, которые ощутили себя проигравшими — это аристократия, корпоративные бизнес-династии и прочие. Они спонсируют постройку машины времени, чтобы изменить мир к своей выгоде.
Максимум, куда может проложить «временной туннель» машина, — 1920-е. Идея состоит в наставлении неоперившихся нацистов (в «нашей» реальности те благополучно исчезают после «Пивного путча») и основания тирании, в которой элита могла бы жить в роскоши. Но у Адольфа Гитлера другие планы: он использует полученные уроки для получения ядерного оружия и уничтожения с карты мира Советского Союза — после чего разрушает свой конец «временного туннеля». К 1970-м годам Нацистская Германия и Японская империя завоёвывают мир — и готовят «последний бой» США.
Но секрет успехов нацистов разгадан подпольной организацией патриотов Америки. Они строят свою, правда менее мощную, машину времени, с помощью которой устанавливают коридор между Кеннеди и Рузвельтом, пытаются закрыть «ворота» Гитлеру в 2020 год и предотвратить получение им ядерных секретов. В результате всё становится на свои места — и это и оказывается наш мир.
- Hogan, J. The Proteus Operation. — Toronto: Bantam Books, 1985. — ISBN 0553050958.

#### «Позапрошлый год»
Роман Брайана Олдиса 1987 года, в котором он скомпилировал свои более ранние произведения — «Экватор» (Equator), 1958, и «Невозможная улыбка» (The Impossible Smile), 1965. Весь мир находится во власти коррумпированных фашистских диктатур потомков нацистской Германии, насильственным путём захвативших власть. Скандинавия пока остаётся единственным «островком свободы». Кризис мира накладывается на кризис главного героя. Он находит труп возле своего дома и понимает, что может быть арестован. Однако неясно, в какой именно реальности всё это происходит — нашей или параллельной.
- Aldiss, B. The Year before Yesterday. — New York: Franklin Watts, 1987. — ISBN 0312911122.

#### «Фатерланд»

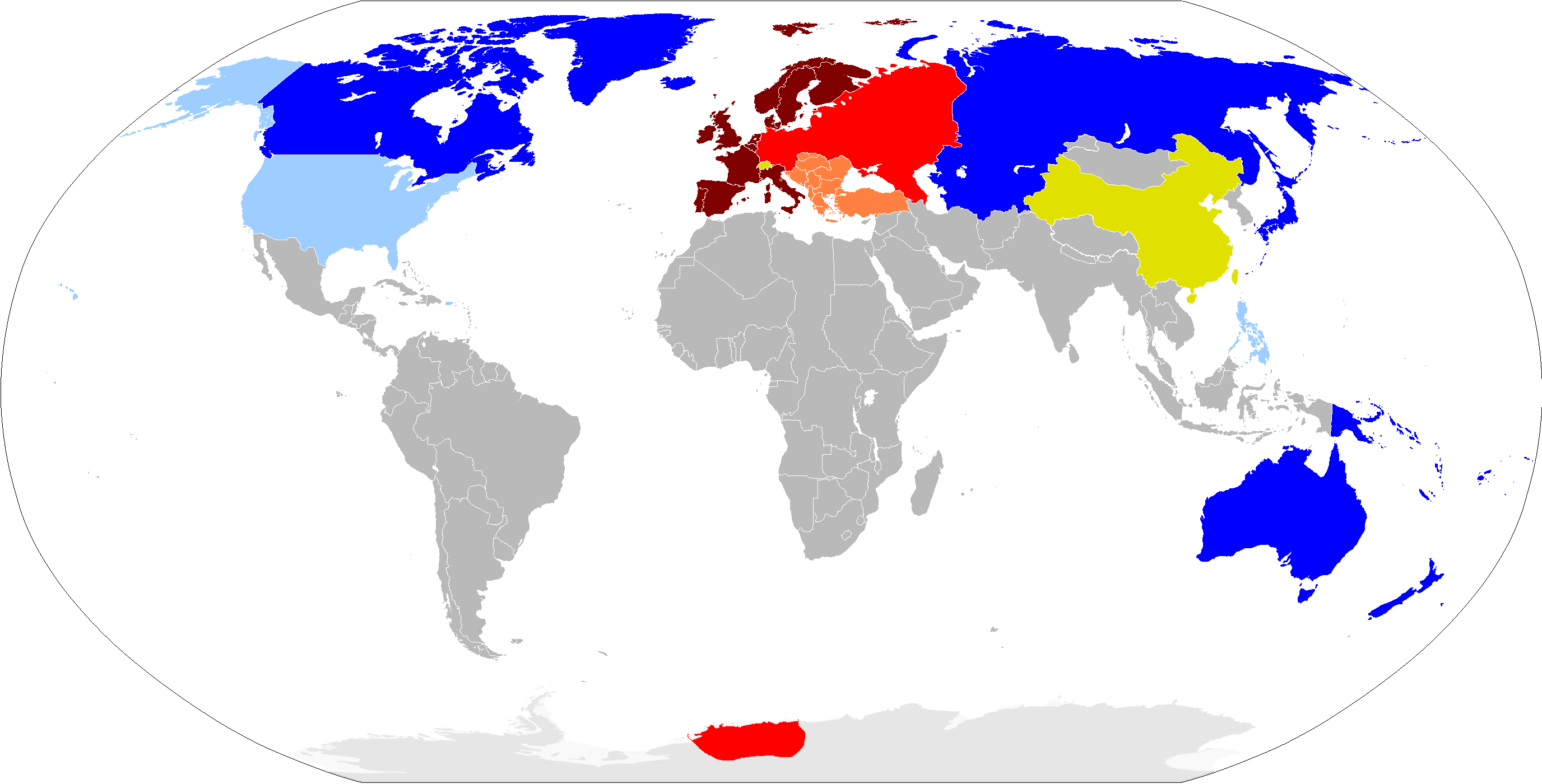
Политическая карта мира в «Фатерланде»

Триллер Роберта Харриса 1992 года, экранизированный в 1994 году. Действие происходит в Берлине в 1964 году. Победивший СССР и Британию Рейх готовится к празднованию 75-летия Адольфа Гитлера и подписанию союзного соглашения с США, которые победили Японию. Но таинственным образом одно за другим происходят убийства престарелых нацистских бонз-участников Ванзейской конференции. Так режим пытается замести следы Холокоста, но благодаря действиям следователя крипо и американской журналистки, правда становится достоянием общественности. Концовка фильма намного отличается от авторской версии произведения.
- Harris, R. Fatherland. — London: Hutchinson, 1992. — 372 с. — ISBN 0091748275.
- Харрис, Р. [www.fictionbook.ru/author/harris_robert/faterland/ Фатерланд. // пер. с англ. В. Михайлова]. — М.: Новости, 1994. — 384 с. — ISBN 5702008286.

#### «'48»
Роман ужасов Джеймса Герберта, изданный в 1996 году. Гитлер с помощью своих ракет Фау-2 обстреливает Британию биологическим оружием, несущим страшные болезни — «быструю смерть» и «медленную». Первая блокирует артерии человека, что убивает организм ужасным способом: сосуды взрываются под кожей и из волдырей прорывается кровь. У второй тот же финал, но процесс растянут на годы: пальцы чернеют, организм слабеет, и кровь изливается внутрь.
Сбитый над Лондоном американский пилот вынужден скрываться: его преследует бригада неизлечимо больных «чернорубашечников», чтобы захватить и выкачать его кровь. Пилот избегает смерти благодаря помощи трёх оставшихся в живых товарищей поневоле — двух женщин и подстреленного над Великобританией немецкого лётчика. Война давно закончилась, однако американец едва может сдерживать свою ненависть к немцу.
- Herbert, J. '48. — London: New English Library, 1996. — 330 с. — ISBN 0006476007.

#### «„У“ — это убийство»
Книга 1997 года Даниэля Истермана (Daniel Easterman). В альтернативных 1940-х годах президентом США становится Чарльз Линдберг. Он учреждает фактическую диктатуру под эгидой своей партии Американо-Арийский Альянс (ААА), созданной на базе Ку-клукс-клана, переименовывает США в Ново-Американскую Республику, но пока не вмешивается в войну между завоевавшим континентальную Европу нацистской Германией и Британией. Тысячи евреев, негров, католиков, коммунистов, диссидентов и гомосексуалистов брошены в концлагеря, враги государства разыскиваются всемогущим федеральным Бюро внутренней безопасности (FBIS).
Экстремистское крыло ААА во главе с вице-президентом стремится к союзу Америки с Рейхом. Уинстон Черчилль, стремясь рассорить НАР и Рейх, забрасывает в Америку агента-убийцу: тот должен ликвидировать вице-президента, свалив вину на германцев. По мере внедрения в высшие круги государства и партии, агент обнаруживает следы секретного немецко-американского проекта создания атомной бомбы, вербует жену вице-президента, а также узнаёт, что сам вице-президент — педофил. Гитлер на ядерных испытаниях в Нью-Мексико, однако, просвещает вице-президента относительно его жены-предательницы, в результате чего диктатура терпит крах, а преемник, Джо Кеннеди, разрывает союз Америки с Германией, что спасает Британию.
- Easterman, D. K is for Killing. — London, Glasgow: HarperCollins, 1997. — 368 с. — ISBN 0002256037.

#### «Как творить историю»
Книга британского актёра и писателя Стивена Фрая 1997 года. Главный герой, студент Кембриджского университета и скрытый гомосексуалист Майкл Янг знакомится с учёным Лео Цукерманом, создателем машины времени. Они предотвращают рождение Адольфа Гитлера, отравив колодец в Браунау-ам-Инн противозачаточным средством и тем самым сделав Алоиса Гитлера неспособным иметь детей.
После успешного изменения истории герои оказываются в новом мире, где место Гитлера занял другой лидер по имени Рудольф Глодер, более тонкий и хитрый. Нацисты развили электронику, аннексировали страны Европы и Турцию, подвергли ядерной бомбардировке Москву и Ленинград, тем самым обезглавив СССР. Рейх находится в ядерной гонке с США, на которые никогда не нападала Япония, и борется с сибирскими партизанами. Кроме того, оказывается, что из воды колодца в Браунау-ам-Инне нацисты синтезировали средство для стерилизации евреев, использовав его для «окончательного решения еврейского вопроса». Майклу и его друзьям удается снова воспользоваться машиной времени, отправив в тот же колодец дохлую крысу и сделав воду непригодной для питья, благодаря чему Гитлер всё-таки появляется на свет, и история возвращается в прежнее русло.

Флаг британских нацистов

- Fry, S. Making History. — New York: Random House, 1998. — 380 с. — ISBN 0679459553.
- Фрай, С. [lib.aldebaran.ru/author/frai_stiven/frai_stiven_kak_tvorit_istoriyu Как творить историю]. — М.: Фантом Пресс, 2008. — 640 с. — ISBN 9785864714492.

#### «Коллаборатор»
Роман Мюррея Дэйвиса (Murray Davies) 2003 года. Действие происходит в оккупированной нацистской Германией Британии в 1940—1941 годах. Сержант Ник Пенни, боровшийся с нацистским вторжением, стал военнопленным. Хорошее знание немецкого языка позволяет ему выйти из концлагеря, вернуться домой и обнаружить, что случилось с его семьёй. Ник впутывается в нарастающее движение Сопротивления, сотрудничает с террористами ИРА и т. д.
- Davies, M. Collaborator. — London: McMillian, 2003. — 432 с. — ISBN 0333908449.

#### «Ткач»
Роман Стефена Бакстера (Stephen Baxter) 2008 года. Гитлер решил приступить к операции «Морской лев» в 1940 году, сразу после ликвидации значимой части британской армии в Дюнкерке, что привело к нехватке солдат при обороне Британии и её захвату Рейхом. Как и в случае с Францией, нацисты оккупировали лишь часть страны, юго-восточную, и учредили там Протекторат Альбион со столицей в Кентербери, аналогичный режиму Виши нашей реальности. Лондон остаётся некоторое время незанятым, что позволяет эвакуироваться королю Георгу VI, двору и правительству на север Англии. Гитлер отвлекается от Британии, начав вторжение в СССР, Япония занимает Австралию.
Главный герой — еврей-гомосексуалист Бен Кэмен. Он обладает телепатическими способностями, что позволяет ему избегать многих опасностей и заодно спасать окружающих от Холокоста. В результате поиска способов освобождения своей страны от захватчиков герои интегрируются в «Аненербе», где обнаруживают способ проникновения в далёкое прошлое. Обретя такую возможность, они выбирают между несколькими вариантами — то ли с помощью телепатии Бена заставить Вильгельма Завоевателя проиграть битву при Гастингсе в 1066 году, то ли сориентировать Колумба на восток, возобновив европейские крестовые походы против ислама вместо открытия Америки.
- Baxter, S. Weaver. — London: Gollancz, 2008. — 336 с. — ISBN 0575078642.

#### «Плохие»
Молодёжный телесериал 2009—2011 годов о группе трудных подростков со сверхспособностями. В четвёртой серии 3-го сезона этого сериала пожилой еврей возвращается в прошлое и пытается убить Гитлера, чтобы предотвратить Холокост, но терпит неудачу, и к фюреру попадает современный мобильный телефон, изучение которого позволяет нацистской Германии получить технологическое преимущество перед союзниками и выиграть войну. Но главным героям удаётся всё исправить.

### Германия

#### «21 июля»
Роман историка Кристиана фон Диртфурта (Christian von Ditfurth) 2001 года. «Заговор 20 июля» удался, Гитлер убит. Но выясняется, что за спинами заговорщиков стоит СС и Генрих Гиммлер — он и становится фюрером. Холокост прекращается в 1944 году, однако, несмотря на смерть Гитлера, война продолжается вплоть до советских войск в Берлине. Но происходит невозможное: Рейху удаётся завершить атомный проект, сбросить бомбу на Минск и стереть его с лица земли. 6 мая 1945 года германское радио объявляет: «Борьба была не напрасной».
Германия угрожает применением аналогичных бомб по западным союзникам и вынуждает их свернуть войну, Рейх оказывается в границах 1940 года (то есть с Польшей, Чехословакией, Австрией, Люксембургом и др.), во Франции, Бельгии и Голландии немецкие военные базы, Балканы беспрекословно дают сырьё, истощённая Великобритания нейтральна и перестаёт быть значимым фактором, Китай и Югославия в гражданских войнах, Япония по-прежнему милитаризована и относительно сильна, но её интересы не соприкасаются с германскими.
К 1953 году, когда происходит действие романа, Рейх — вновь одна из трёх (кроме СССР и США) сверхдержав, а СС пользуется в стране безусловным уважением как её спаситель. Министр экономики Людвиг Эрхард творит экономическое чудо, Германия становится ведущей страной с развитой ракетной авиацией и стоит на пороге создания водородной бомбы. Мир находится в неустойчивом равновесии и многое зависит от того, кто с кем вступит в военный блок. В США приходят к власти радикалы-антикоммунисты во главе с Джозефом Маккарти. Испугавшись угрозы германо-советского союза против Соединённых Штатов, последние засылают тайного убийцу с заданием ликвидировать Гиммлера.
В своей рецензии на книгу еврейская газета Allgemeine Jüdische Wochenzeitung отметила, что «этот роман ближе к исторической правде, чем некоторые официальные восхищённые речи по поводу 20 июля».
- Ditfurth, C. Der 21. Juli. — München: Droemersche Verlagsanstalt Th. Knaur Nachf., GmbH & Co, 2001. — 563 с. — ISBN 3426271990.

#### «Детская война»
Роман немецко-американского ядерного физика J.N. Stroyar`а, опубликованный в 2001 году и в тот же год отмеченный литературной премией Sidewise Award for Alternate History. Личный астролог убеждает Гитлера в 1941 году, что нападение на СССР — плохая идея, а развитие атомного проекта — напротив, очень хорошая. В результате заключённый между победившей Европу нацистской Германией, Советским Союзом и Северо-Американским Союзом военный блок в 1991 году по-прежнему существует. Главный герой Питер Галифакс, будучи преданным британским подпольем, оказывается в роли нацистской прислуги. Но его спасает германский чиновник Ричард Траугут, оказавшийся главой мужественного польского сопротивления. Их целью становится поиск помощи в Америке, единственной оставшейся в мире свободной от тоталитаризма стране. Но для этого им нужно убедить её: Рейх — неподходящий партнёр. Что поначалу не встречает понимания в САС.
- Stroyar, J. The Children’s War. — New York: Pocket Books, 2001. — 1168 с. — ISBN 0743407393.

### Италия

#### «Запад», «Атака против Запада» и «Новая империя Запада»
Трилогия Марио Фарнети (итал. Mario Farneti) 2001, 2002 и 2006 годов. В 2005 году второй том серии получил Национальную премию фантастики «Le Ali della Fantasia», хотя вызвал неоднозначную критику из-за прославления фашизма.
По сюжету, Италия остаётся фашистской и монархической и после Бенито Муссолини. Она удерживается от альянса с нацистской Германией, оставаясь нейтральной. А затем, по окончании Второй мировой войны после удачного покушения на Гитлера в 1944 году, она в содружестве с британцами и американцами побеждает агрессивный Советский Союз, развязавший Третью мировую войну. Итальянцы уничтожают советские войска, маршируют по Москве и захватывают пытающегося скрыться российского диктатора (аналогия с концом Муссолини в нашей реальности). Фашистская Италия становится мировой сверхдержавой, простирающейся от Эфиопии до Урала.
В 1972 году она вместе с США вторгается во Вьетнам. В самой Италии, однако, зреет оккультный заговор, происходит государственный переворот, король свергается и страна становится республикой. Но миру угрожает объединённая исламская держава, которая с помощью супер-оружия нейтрализует все компьютерные сети стран Запада. Свободный мир побеждает врага, однако становится жертвой массовых эпидемий, миллионных орд беженцев и общемирового экономического кризиса.
- Farneti, M. Occidente. // Edizione Due. — Milano: Nord, 2003. — 299 с. — ISBN 8842911720.
- Farneti, M. Attacco all’occidente. // Edizione 2. — Milano: Tascabili degli Editori Associati S.p.A, 2007. — 335 с. — ISBN 8850211171.
- Farneti, M. Nuovo Impero d’Occidente. // Edizione 2. — Milano: Tascabili degli Editori Associati S.p.A, 2008. — 566 с. — ISBN 8850215665.

### Россия

#### «Иное небо» и «Все, способные держать оружие…»
Повесть и роман Андрея Лазарчука 1993 (премия «Странник» за 1994 год) и 1997 годов. В 1942 году при странных обстоятельствах в авиакатастрофе погибает Гитлер. Германскому руководству удаётся избавиться от идеологии нацизма, переломить ход войны и выиграть её. Россия поделена между Германией и Японией, на Кавказе марионеточные государства, Сибирь является одной из четырёх великих держав. Рейх благополучно доживает до 1990-х годов, но, как и Советский Союз в нашем мире, стоит на пороге развала.
В ход событий вмешивается третья сила. Спецслужбы Сибири постепенно обнаруживают, что за политическими событиями ощущается чья-то направляющая рука и воля. На случайных фотографиях из десятилетия в десятилетие мелькают одни и те же ничуть не постаревшие лица. Это десант из параллельного будущего — мира, подвергшегося нашествию индейцев майя и погибшего из-за чрезмерного столетнего пацифизма человечества. Эти люди пытаются изменить ход истории так, чтобы вторжение встретила достаточно агрессивная цивилизация.
- Лазарчук, А. Иное небо. // Сборник Священный месяц Ринь. — СПб.: Корвус, 1993. — 384 с. — ISBN 5792100209.
- Лазарчук, А. Все, способные держать оружие… — М.: Вагриус, 1997. — 464 с. — ISBN 5264001332.

#### «Тихий ангел пролетел»
Повесть Сергея Абрамова 1994 года. В параллельном мире, куда в 1990-х годах проваливается русский лётчик-испытатель вместе со своим МиГом, нацистская Германия захватывает Россию в декабре 1941 года и превращает её в процветающую диктатуру русских ультранационалистов. Сталин исчезает, красноэмигранты в Южной Африке устраивают социалистическую республику.
Однако нефть в Сибири так и не обнаружена — и Рейху и подчинённой ему России приходится торговать с западными демократиями. После смерти Гитлера в 1952 году к власти приходит Конрад Аденауэр и демократизирует и Рейх, и все его завоевания, включая Россию, по американскому образцу.
- Абрамов, С. Тихий ангел пролетел. — М.: Книжная лавка — Терра, 1994. — 528 с. — ISBN 5852553700.

#### «Полукровка»
Повесть Сергея Синякина «Полукровка (Der Halbblutling)» 2005 года. СССР побеждён доблестным вермахтом, фельдмаршал Паулюс вспоминает выигранную решающую битву под Сталинградом, стоя у вечного огня. На обретённых территориях нацисты реализуют все положения своей расовой теории. К 1957 году, когда происходит действие повести, там, в числе прочего, сформирована сеть школ для обучения детей, рождённых в результате связей немцев с этнически неполноценными недочеловеками.
Они могут занять своё место в германском обществе только за очень большие личные заслуги перед Рейхом, — а потому полны решимости драться за своё счастье с максимальным остервенением. Среди этих будущих «янычар» находится главный герой. Ему, «полуарийцу»-полуславянину, предстоит первым в мире полететь в космос — во имя Рейха.
- Синякин, С. Полукровка (Der Halbblutling). // Если. — 2005, № 3. — С. 81—162. — ISSN 01360140

#### «Смело мы в бой пойдём…»
Роман трёх российских авторов 2006 года. Ленин был убит в шалаше в Разливе, Октябрьской революции не случилось — однако правительство Александра Керенского позже было свергнуто националистами-черносотенцами. Не было, однако, и Брестского мира: Германию разгромили в Первую мировую войну и в ней произошли сходные с российскими события. Россия к 1940-м годам по-прежнему находится на распутье между красными и белыми. Но тем и другим приходится договариваться как между собой, так и с нацистским Рейхом. Формируется ось Россия — Германия — Италия. Японская империя примыкает к Антанте. Белогвардейско-фашистская Россия объединяется с нацистской Германией в победоносный союз, чтобы покорить мир.
- Авраменко, А.; Орлов, Б.; Кошелев, А. [lib.aldebaran.ru/author/avramenko_aleksandr/avramenko_aleksandr_smelo_my_v_boi_poidem/ Смело мы в бой пойдем…] — М.: Издатель Быстров, 2006. — 416 с. — ISBN 5976400256.

#### «Слишком человеческое»
Рассказ лауреата премии «Странник» и др. Дмитрия Володихина, опубликованный в 2007 году. Семьдесят лет назад Рейх захватил СССР и теперь ведёт бесконечную войну с Китаем. Оставшиеся русские — варварский народ 4-го класса. Перевоспитанный в духе нацистской расовой теории фельдфебель Вильгельм (бывший Иван) заезжает в родное село к презираемым им родителям с целью выкрасть из тайника времён своего детства четыре чудом сохранившиеся книги на некогда понятном ему русском языке — чтобы сдать их для уничтожения и продвинуться по службе. Если ему это удастся, его детям позволят совокупляться с представителями некоторых более полноценных народов.
- Володихин, Д. [bookz.ru/authors/dmitrii-volodihin/sli6kom-_253.html Слишком человеческое] // Если. — 2007, № 06 (172). — C. 261.

#### «Юбер аллес»
Роман Юрия Нестеренко и Михаила Харитонова, написанный в период с 2002 по 2010 г. В 1941 в результате заговора германских генералов Гитлер и его ближайшие сподвижники были убиты, а национал-социализм — реформирован. Опора на русские антибольшевистские силы во главе с генералом Власовым позволила Германии выиграть войну на востоке и удержать большинство завоеваний на западе. В 1991 году мир по-прежнему расколот между двумя сверхдержавами — нацистской Германией и США. Но это уже не те страны, что во время войны. В Америке разгул политкорректности, в Рейхе назначен референдум о сохранении национал-социалистической системы — который, как считается, должен окончиться убедительной победой сторонников существующего строя. Россия — формально союзница Германии, но на практике отношения двух стран далеки от преподносимого пропагандой идеала. В это время сын генерала Власова от его германской жены, в прошлом — пилот люфтваффе, а ныне — офицер РСХА, прибывает в Москву расследовать странную смерть германского резидента.

#### «Китаист»
Роман Елены Чижовой, опубликованый 2017. В Великую Отечественную войну немецкие войска дошли до Урала. Граница прошла по Уральскому хребту: на Востоке — СССР, на Западе — оккупированная немцами Россия. Перед читателем разворачивается альтернативная история двух государств — советского и профашистского — и история двух молодых людей, выросших по разные стороны Хребта, их дружба-вражда, вылившаяся в предательство.

### Словения

#### «Москва 1941»
Сценарий-хронология экс-колумниста Deutsche Welle, издателя Луки Новака (словен. Luka Novak). Германия нападает на СССР более чем на полтора месяца раньше, 1 мая 1941 года. Через два года оказывается на Урале, после чего подписывает с остатком Советского Союза мир. Новым фюрером после умершего в 1973 году Гитлера становится Мартин Борман, исповедующий концепцию мирного сосуществования с США и инициирующий процесс разрядки мировой напряжённости.

### Украина

#### «Парад в Москве»
Юмористический роман-памфлет Василия Кожелянко (укр. Василь Кожелянко) 1997 года, ставший лауреатом литературных премий «Гранослов» и журнала «Сучасність», победитель акции «Книга года 2000». Страны «оси» проводят более осторожную войну против СССР, однако появляется новая могучая сила — независимая Украина, которая, едва обретя с помощью союзных германо-румыно-венгерских войск часть территории, объявляет войну Советскому Союзу 3 июля 1941 года. Под руководством Провода УПА Украина за три месяца обретает многомиллионную освободительную армию, сформированную по новому принципу, который и обеспечивает её непобедимость: бригада — курень — чота — рой. Гитлер поначалу не верит в могущество нового союзника, однако его убеждают начальник абвера адмирал Вильгельм Канарис и начальник управления НСДАП по внешней политике Альфред Розенберг. К большому сожалению, промышленность порабощённой русскими довоенной Украины была сугубо мирной. Но в короткий срок заводы перестраиваются на военный лад. Первые десять дивизий Украины комплектуются за счёт трофейного русского оружия, полученного от панически бегущей Красной Армии. Но уже в сентябре с конвейера Харьковского танкового завода сходят первые украинские танки, на Луганском заводе конструируют украинские самострелы по финской технологии, а авиазавод КБ Антоненко штампует тысячи бомбардировщиков «Ант», истребителей «Гонта» и штурмовиков «Перун». Начальником генерального штаба президент Украины Степан Бандера назначает Романа Шухевича.
Вместе с союзными по Антикоминтерновскому пакту народами на войну с русским имперским коммунизмом поднимается весь украинский народ и пленные украинцы Красной Армии, из которых расстреливают только политруков и работников НКВД. Вестник Егоренко и шеренговый Кантарчук 9 октября 1941 года устанавливают сине-жёлтый флаг Победы на Спасской башне Московского Кремля. 7 ноября 1941 года на Красной площади — парад войск стран гитлеровской коалиции. Гитлер въезжает на площадь на золотой колеснице, запряжённой четвёркой белых лошадей, раб из Бердичева держит над его головой венок. Среди стран «оси» до парада был горячий спор о том, кто должен идти следом за германскими войсками, — но Гитлер постановил, что это могут быть только украинцы, потому что именно они первыми вошли в Москву, взяли в плен Сталина и больше всего претерпели от московского большевизма.
- Кожелянко, В. Дефіляда у Москвi. — Львів: Кальварія, 2000. — ISBN 9667092992.

### Франция

#### «Искривлённая история»
Роман Жана Мазарина (фр. Jean Mazarin) 1984 года. Десять дней после самоубийства Гитлера в бункере. Однако нацистам удалось получить в свои руки Фау-6, атомное оружие возмездия. Лондон, Вашингтон и Москва уничтожены. В результате дальнейшего развития событий в далёком 1989 году восставшие фанатики-эсэсовцы Бургундии угрожают мирному сосуществованию Большого рейха и Японии.
- Mazarin, J. L’histoire detournée. — Paris: Fleuve Noir, 1984. — 184 с. — ISBN 2265024740.

#### «Апельсины Ялты»
Роман нормандца Николаса Содрэ (Nicolas Saudray) 1992 года. Вторая мировая война разворачивается в обычном режиме. Однако в 1941 году Японская империя вместо нападения на Соединённые Штаты вторгается в Советский Союз. Красная армия не может воевать на два фронта. Читателю предлагается прогулка через мозг Гитлера, Сталина, Черчилля — их мысли странны и отвратительны. Апельсины Ялты не будут собраны теми, кто думал их есть.
- Saudray, N. Les Oranges de Yalta. — Paris: Balland, 1992. — 550 с. — ISBN 2715809123.

#### «Луна не для нас»
Роман Йохана Гелиота (Johan Heliot) 2004 года в стиле стимпанк. Произведение в 2005 году было удостоено литературной премии «Боб Моран». Действие разворачивается в 1933 году. Германия выиграла Первую мировую войну, в ходе которой захватила у побеждённых французов внеземную технологию. Все памятники культуры Франции по распоряжению нацистов перевезены в Берлин. К 1930 году нацистская Германия под руководством Адольфа Гитлера господствует над большей частью мира. На Луне анархистская колония, тоталитарная Европа готовится её атаковать.
- Heliot, J. La Lune n’est pas pour nous. — Paris: Edition Mnémos, 2004. — 400 с. — ISBN 2915159157.

## Остальной мир

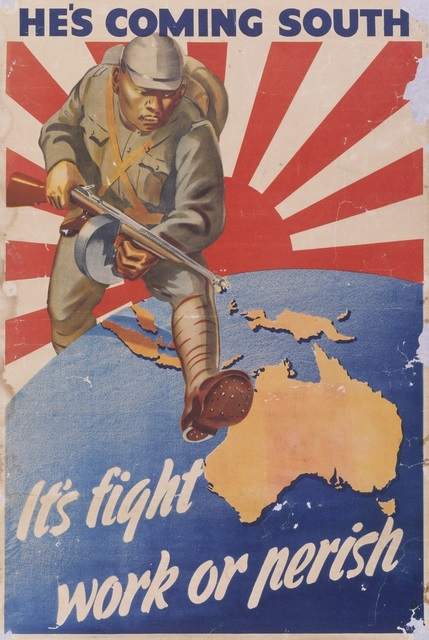
Он приходит на юг! (1942)

### Австралия

#### «Солдаты-диверсанты»
Роман урождённого новозеландца Джона Хукера (John Hooker) 1984 года. Действие разворачивается в Австралии в 1943 году. Союзники проигрывают битву в Коралловом море, в результате чего Японская империя захватывает Порт-Морсби, устраивает десант в Новом Южном Уэльсе, бомбит Сидней и в итоге летом 1942 года оккупирует восточную часть Австралии. Происходит хаотическая эвакуация населения в Новую Зеландию, правительство бежит в Перт. Задачей группы из пятерых солдат является сопротивление оккупантам и недопущение их до основных ресурсов захваченной страны.
- Hooker, J. The Bush Soldiers. — New York: Viking Adult, 1984. — 438 с. — ISBN 0670197513.

### Южная Корея

#### «2009: Утраченные воспоминания»
Фильм, созданный в 2002 году по сценарию Ли Симёна и Ли Санхака, написанному по мотивам изданного в 1987 году романа Пок Коиля «В поисках эпитафии». В 1909 году бывший генерал-резидент Кореи и премьер-министр Японии князь Ито Хиробуми не был убит в Харбине. Что повлекло ещё большее, чем в нашей реальности, возвышение Японской империи как военной и индустриально развитой мировой державы — в дружеском союзе с США против нацистской Германии. Соответственно, по окончании победоносной для Японии Второй мировой войны она сохранила и преумножила все свои завоевания и аннексии мирного времени.
Спустя сто лет, в 2009 году, Корея продолжает оставаться японской колонией. Сакамото, агент по корейскому наследию Японского бюро расследований, и его напарник-японец Сайго ведут дело о странной краже археологического экспоната корейскими террористами-подпольщиками из организации «Фурэйсэндзин» (яп. 不逞鮮人 «непокорные корейцы»). Сакамото узнаёт, что его отец имел какое-то отношение к террористам и стремится докопаться до истины, чем нарушает интересы японского правительства. В конце концов он обнаруживает, что действительность не такова, какова она должна быть: вокруг не тот мир. Его новая миссия — вернуть историю на законный путь.

#### «Ось Берлин-Москва»
Сценарий-хронология южнокорейца Дэвида Тормсена, продолжающаяся с 1939 по 1943 год. После заключения Договора о ненападении между Германией и СССР в Токио просачиваются сведения, что эти две европейские державы договорились о разделе мира без Японии и Италии. Токио покидает Ось, Британия и Франция объявляют Рейху войну из-за раздела Польши. Гитлеру ничего не остаётся, кроме долговременного прочного союза со Сталиным.
Италия обвиняет Гитлера, что он «продался коммунистам», и следует за Японией. Германия помогает СССР в захвате Финляндии и Скандинавии, СССР Рейху — в Западной Европе. Великобритания и Балканы разделены между двумя союзницами, позже к ним присоединяется Турция. Рузвельт проигрывает выборы, США не вмешиваются в евроазиатские события, но захватывают бывшие заморские колонии западноевропейских стран. Япония, Италия, Испания, Независимая Индия, Австралия, Новая Зеландия формируют альянс.

### Япония

#### «Лазурный флот»
32+15-серийный аниме-сериал формата OVA, выпущенный студией J.C. Staff в 1990 году. Главнокомандующий императорским флотом адмирал Исороку Ямамото в момент смерти перерождается, оказываясь в своей молодости, сразу после Цусимской битвы, однако сохранив знания о грядущих военных ошибках Японии. Ямамото берёт прежнее имя Исороку Такано и прикладывает все силы, чтобы его страна не допустила их.
Он возглавляет военно-морскую программу перевооружения: у Японии появляются десятки новейших военных кораблей, ядерные субмарины, передовые самолёты-истребители и т. д. После этого адмирал устраивает государственный переворот против премьер-министра Хидэки Тодзио и атакует Пёрл-Харбор «по уму», добиваясь везде успеха. Тем временем экспедиционный корпус Великой Европейской империи Конрада фон Роммеля орудует в Индии, а Леон Трокки правит Народной Республикой Восточной Сибири.

#### «Королевская битва»
Роман (в дальнейшем — манга и фильм c Такэси Китано) обозревателя информационного агентства «Сикоку Симбун» Косюна Таками 1999 года. Япония — фашистская империя Великая Республика Восточной Азии (大東亜共和国 Дай то: а кё: вакоку). Группа школьников в автобусе усыпляется газом и позже обнаруживает себя на изолированном острове. Они узнают, что отныне являются частью Программы — военной научно-исследовательской разработки, цель которой сделать организованный мятеж невозможным.
Согласно правилам, ежегодно с 1947 года таким образом изолируется пятьдесят школьников 14—15 лет, каждые сутки они обязаны убивать минимум одного человека из своей среды, пока на острове не останется один победитель (см. Остракизм (игра)). Их перемещения и поведение ограничены металлическими ошейниками модели «Гуадалканал № 22» с подслушкой и встроенной бомбой, взрывающейся при непослушании. Если ни один школьник не умрёт в течение 24 часов, все воротники взрываются одновременно. В конце концов остаются два подростка, они бегут в США навстречу своему счастью.
- Таками, К. Королевская битва. // пер. с яп. Кондратьев, М. — М.: Амфора, 2005. — 629 с. — ISBN 5942787794.

#### «Kerberos saga»
Цикл художественных произведений в жанрах военной фантастики и альтернативной истории, созданных японским писателем и кинематографистом Осии Мамору. В это число входят радиопостановки, манга Kerberos Panzer Cop, полнометражные фильмы «Красные очки» (1987) и «Бродячий пёс: Бронеотряд Керберос» (1991), полнометражный анимационный фильм «Оборотни» (1999).
Действие «Kerberos saga» происходит в альтернативной Японии, потерпевшей поражение во Второй мировой войне не от союзников, а от нацистской Германии, которая выиграла Сталинградскую битву и вышла из войны победительницей. Послевоенная Япония, оставленная немецкими оккупационными войсками, переживает бурный экономический рост одновременно с глубокими социальными проблемами: нарастает недовольство населения, постоянные беспорядки, вдохновляемые левыми экстремистами. Для отпора хаосу власть вынуждена создавать различные спецслужбы, которые начинают соперничать друг с другом на манер СА и СС.

## Пограничные случаи
Ниже представлены художественные произведения, в которых страны Оси не добиваются конечной победы в войне, однако серьёзно улучшают свои позиции по сравнению с нашей реальностью либо добиваются нестандартных выходов из ситуации произошедшего в нашем мире их тотального разгрома, приводящих к новому подъёму. Сюда же отнесены случаи, когда финал остаётся открыт.

### «Чёрная эмблема сакуры»
Другое название «Мир — Земле». Повесть Сакё Комацу 1961 года (русский перевод издан в 1967 году). Пришелец из будущего открывает способ формирования параллельной реальности и пытается изменить историю родной Японии накануне её краха во Второй мировой войне в 1945-м. В результате атомная бомба не взрывается над Хиросимой и империя не сдаётся.
Однако за этим следует масштабное вторжение СССР, США и Великобритании на Японские острова, что влечёт миллионные жертвы кровавой осенью 1945 года. Кроме того выясняется, что создание параллельных миров может убить человечество как биологический вид — поэтому специальная патрульная служба из будущего аннигилирует их.
- Комацу, С. [www.lib.ru/INOFANT/KOMACU/31-26.txt Чёрная эмблема сакуры]. // Антология мировой фантастики. В 10 томах. Том 9. — М.: Мир энциклопедий, 2006. — С. 78—110. — ISBN 5-98986-028-5

### «Это случилось здесь»
Малобюджетный черно-белый фильм 1965 года, снятый кинематографистами-любителями Кевином Браунлоу (Kevin Brownlow) и Эндрю Молло (Andrew Mollo).
Действие фильма разворачивается в Великобритании, оккупированной немцами после успешно осуществленной в 1940 году операции «Морской лев» по вторжению на острова. Великобританией управляют «чернорубашечники» — Британский союз фашистов. За кадром все ещё продолжается альтернативная версия Второй мировой войны — Великобритания подвергается бомбардировкам со стороны американской авиации, а большинство немецких солдат отзываются для войны с СССР на «уральском фронте». Главная героиня фильма, медсестра Полин, работает в профашистской организации Immediate Action, но случайно оказывается вовлеченной в помощь партизанам, сражающимся против оккупантов. В конце фильма всеобщее восстание одновременно с вторжением американских войск приводит к свержению оккупационных властей.

### «Демон истории»
Повесть лауреата литературной премии «Аэлита» Севера Гансовского 1967 года, которую можно считать ответом на «Эффект бабочки» Рэя Брэдбери: роль личности в истории минимальна. В Европе царит возглавляемая «Отцом» Юргеном Астером супердержава Объединённые земли. Она периодически «усыновляет» одну за другой малые страны — Чехословакию, Болгарию и т. д. Великобритания и Франция безуспешно пытаются противостоять экспансионизму Объединённых земель, начинают против них войну и ценой больших жертв побеждают.
Главный герой, приходящий в ужас от войны и устроенного Астером геноцида узнает, что некто пытался убить будущего диктатора перед его первым митингом и размышляет, почему тот не довел дело до конца. Неожиданно некий «демон истории» переносит сознание героя в прошлое, вселяя его в того самого неудавшегося убийцу. Приехав в Вену, он знакомится с обиженным на весь мир неудачником, который подрабатывает носильщиком. Затем герой встречается с Астером и убивает его, возвращаясь в своё время. Однако разница оказалась лишь в том, что «Объединённые земли» сменила нацистская Германия, «растворительные котлы» — газовые камеры. А в неудачнике герой узнает будущего фюрера — Адольфа Гитлера.
- Фантастика-67: Сборник. — М.: Молодая гвардия, 1968.
- Антология мировой фантастики в 10 томах. Том 9. Альтернативная история. // [publ.lib.ru/ARCHIVES/G/GANSOVSKIY_Sever_Feliksovich/_Gansovskiy_S._F..html#05 Север Гансовский, Демон истории]. — М.: Мир энциклопедий, 2006. — С. 332—352. — ISBN 5-98986-028-5

### «Голос ночи»
Книга 1983 года Райнера Цубейля, выпущенная под псевдонимом Томас Циглер (нем. Thomas Ziegler). До конца 1944 года история ничем не отличается от нашей реальности. Рейх гибнет, фюрер совершает суицид в бункере. США, однако, готовы применить атомную бомбу по Германии, а по окончании войны союзниками реализуется план Моргентау по расчленению и обескровливанию страны (официально — «Программа по предотвращению развязывания Германией Третьей мировой войны»). Вся промышленность вывозится подчистую, сельское хозяйство в полном упадке, леса вырублены, экономика в изоляции, города в руинах, миллионы немцев голодают, никакого плана Маршалла нет и не предвидится.

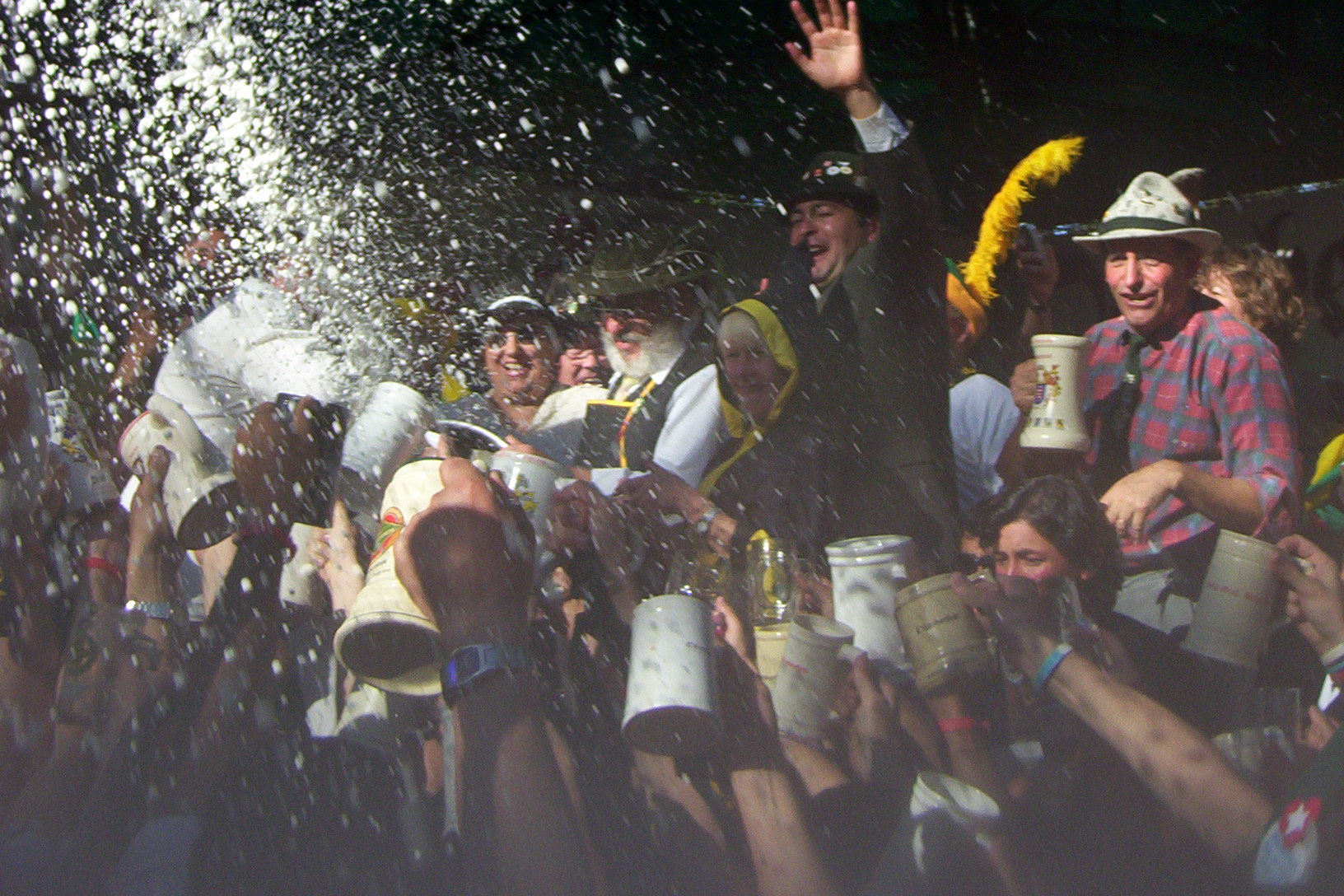
Немцы-аборигены на «Октоберфесте». Кордова (Аргентина)

Однако Мартин Борман и другие нацистские бонзы арестованы лишь частично. Около 20 млн немцев от безысходности принимают решение эмигрировать в Южную Америку — в том числе и квалифицированные инженеры, учёные и промышленники. Среди эмигрантов, например, «Крупп», «Тиссен» и Вернер фон Браун. Страны-победительницы оказывают помощь в «Великом Исходе». К процессу подключаются и нацистские ветеранские организации типа ODESSA. Япония разделена на социалистический север и капиталистический юг, наводняющий мир дешёвыми игрушками.
По прибытии германских эмигрантов в Южной Америке происходит «экономическое чудо». Немцы захватывают контроль над всеми странами континента, образуется «Немецкоамерика». К 1960-м годам она разрабатывает современные системы вооружений, в том числе атомные бомбы, сооружает космодром, а также выстраивает порядки, во многом схожие с нацистской Германией. Борман принимает титул рейхсляйтера, в Андах строится правительственный бункер, столица нового Рейха находится в бывшей Бразилии. Страна становится одной из сверхдержав — и проявляет всё большую агрессивность во внешней политике.
- Ziegler, T. Die Stimmen der Nacht. — Frankfurt am Main: Ullstein, 1983. — ISBN 3548310788.

### «Тор встречает Капитана Америку»
Рассказ физика Дэвида Брина 1986 года. В тот момент, когда Вторая мировая война готова была обернуться против нацистской Германии, нацисты оказались внезапно защищены скандинавским пантеоном богов. Однако бог-проказник Локи присоединяется к союзникам, и они готовят финальное нападение Локи на Вальгаллу, что может повлечь всеобщую гибель — рагнарёк. Созданный в 2003 году по этому рассказу комикс называется «Пожиратели жизни».
- Hitler Victorious: 11 Stories of the German Victory in World War II // Editors: Gregory Benford, Martin H. Greenberg. — London: Garland Publishing, 1986. — ISBN 0824086589.

### «В поисках эпитафии»

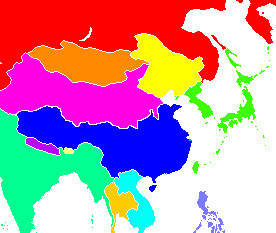
Карта Азии согласно миру романа

Изданный в 1987 году роман Пок Коиля (кор. 복거일). Действие происходит в 1988 году. Из-за своего нейтралитета во Второй мировой войне Японская империя сохранила завоевания и милитаризованность и является третьей после США и СССР сверхдержавой мира. Китай после гражданской войны разделён на четыре части — Маньчжоу-го, КНР (к северу от Янцзы), Китайскую Республику (к югу от Янцзы) и город-государство Шанхай.
Последний является единственным местом на Земле, где сохраняется корейский язык (корейцы почти полностью ассимилированы). В Японии постепенно нарастает демократическое движение, встречающее противодействие правительственной «Истинной партии Японии». Главный герой, столкнувшись с неприятием окружающими его интереса к корейскому прошлому, бросает семью.
- 복거일. 비명을 찾아서. — 1987. — ISBN 8932002991.

### «Молния»
Мистический триллер Дина Кунца, изданный в 1988 году. Нацисты получают способ перемещения из 1944 года в наше время в США и пытаются выкрасть атомные секреты. Но среди них находится саботажник: он становится тайным хранителем жизни главной героини-писательницы, преследуемой нацистскими убийцами. Запутанная интрига не сразу обнаруживает причину охоты за девушкой: её будущий сын должен спасти свободный мир от нацистской Германии. Действие осложняется тем, что из-за временно́го парадокса перемещающийся во времени человек не может второй раз оказаться в точке, где уже побывал ранее.

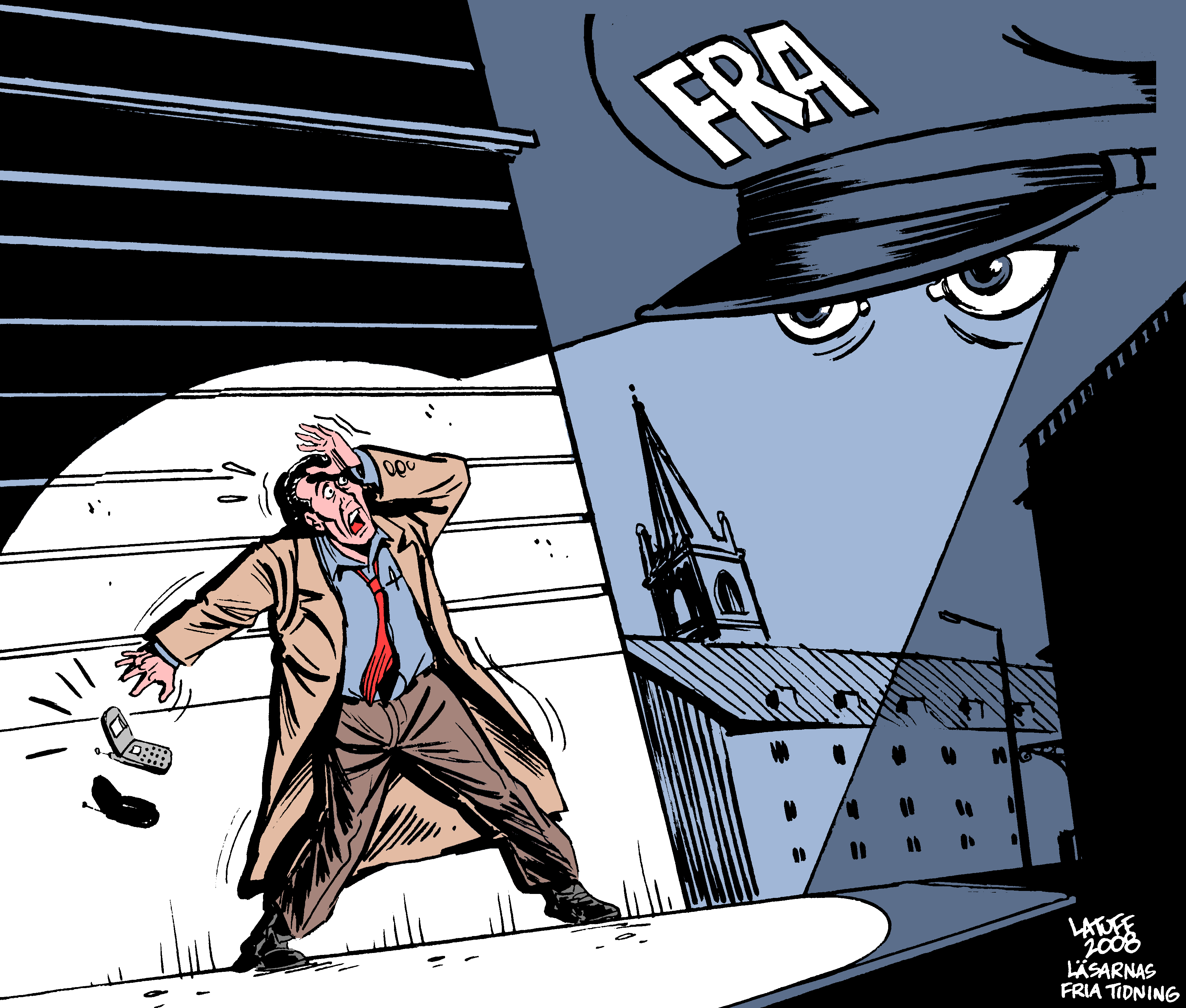
Спецслужбы Швеции. Карикатура Карлоса Латуффа.

- Koontz, D. Lightning. — New York: Berkley Publishing, 1988. — 384 с. — ISBN 0425192032.
- Кунц, Д. Молния. — М.: Эксмо, 2005. — 480 с. — ISBN 5699134786.

### «Нападение в Полшёском лесу»
Книга Ганса Альфредсона (швед. Hans Alfredson) 1996 года. Группа шведских коммунистов в лесу близ Хельсингборга взрывает проходящий через Швецию германский поезд, при этом гибнет любовница Гитлера Ева Браун. Приведённый в бешенство фюрер вторгается в Швецию, она капитулирует 12 мая 1941 года. Части элиты страны удаётся бежать в Лондон и организовать там правительство в изгнании, другая часть сотрудничает с оккупантами. Король Густав V схвачен, но успевает отречься, передав трон принцу Густаву VI Адольфу. Основатель компании IKEA Ингвар Кампрад возглавляет местный СС. Рауль Валленберг вывозит евреев из Швеции, однако в ходе Холокоста в Европе всё-таки было убито более четырёх миллионов евреев.
- Alfredson, H. Attentatet i Pålsjö skog. — Stockholm: Gerdins, 1997. — 315 с. — ISBN 9179642292.

### «Лис на Рейне»
Книга Майкла Добсона (Michael S. Dobson) и Дугласа Найлза 2002 года. «Заговор 20 июля» 1944 года удался, Гитлер убит. Путём интриг нацистский режим модифицируется, но сохраняется. Новым фюрером становится Генрих Гиммлер и с помощью СС обретает контроль над имперской бюрократией. Понимая, что Рейху не выиграть войны на два фронта, Гиммлер заключает сепаратный мир с русскими, перебрасывает все остававшиеся к тому времени дивизии с Восточного фронта, назначает командующим Эрвина Роммеля («лис пустыни») и обрушивается на союзников всей мощью в Арденнах. С помощью развитой реактивной авиации Рейх добивается подавляющего преимущества.
- Dobson, M.; Niles, D. Fox on the Rhine. — New York: Tor Books, 2002. — 546 с. — ISBN 0812574664.

### «Готика»
Серия ранобэ Кадзуки Сакурабы, выходившая с 2003 по 2013 года. По сюжету Вторая мировая война происходит в период с 1924 по 1929 годы. Война становится причиной депортации иностранцев из Европы и массовой эмиграции населения в США в начале 1930-х годов. Хотя в книгах даже не звучит слово «Япония», с большой вероятностью эта страна принимала участие на многих фронтах, что можно узнать из писем протагониста, Кадзуи Кудзё. Также можно предположить, что атомной бомбардировки Хиросимы и Нагасаки не случилось по причине отсутствия ядерного оружия в мире на тот период времени.
- 桜庭 一樹. -ゴシック-. — 東京: 富士見書房, 2003. — 546 с. — ISBN 4829162295.

### «Вариант „Бис“»
В романе Сергея Анисимова 2003 года «Вариант „Бис“» в 1944 году Англия, Франция, США и Германия, становятся союзниками. Несмотря на войну против СССР всей коалиции этих государств (Германии, Великобритании, Франции и США) и их огромный совместный военно-экономический потенциал, автор заканчивает книгу не их победой, а быстрым окружением (через несколько недель после начала наступления) их войск Советской армией и заключённым перемирием. Как и в реальной истории, происходит раздел Европы на две зоны — западную и советскую, с линией южнее Амстердама и занятой советскими войсками Данией. Изначально автором также допускается условие, что в последний момент Советский Союз успел подготовиться к отражению агрессии 22 июня 1941 года. Но до конца романа, конец развития событий остаётся неясным. В 2006 году автор издал продолжение — «Вариант „Бис-2“. Год мёртвой змеи», в котором действие происходит во время войны в Корее.
- Анисимов, С. [militera.lib.ru/prose/russian/anisimov_sv/index.html Вариант «Бис»]. — М.: АСТ, Ермак, 2003. — 544 с. — ISBN 5170192150.

### «Высшая раса»
Первая часть дилогии удостоенного в 2008 году первого места на фестивале «Звёздный мост» Дмитрия Казакова, изданная в 2005 году. Рейх разгромлен и поделен союзниками на зоны оккупации. Однако в горах Австрии эсэсовцам всё-таки удаётся получить оружие возмездия — и это не ракеты и не броня, а расовое оружие. Вещество, удесятеряющее свойства «арийца».
В результате захвачены западные зоны оккупации в Австрии и Баварии, происходит повторная битва эсэсовцев с Красной Армией за Вену. Над Европой встает призрак Четвёртого рейха, маршалу Коневу поначалу приходится платить десятерыми за одного. Во второй части — «Охота на сверхчеловека» — действие происходит в 2035 году. Российский историк, разбирающийся в Праге с секретным архивом СС и наткнувшийся на тайну расового оружия, становится объектом охоты нескольких западных спецслужб.
- Казаков, Д. [lib.aldebaran.ru/author/kazakov_dmitrii/kazakov_dmitrii_vysshaya_rasa/ Высшая раса]. — СПб.: Крылов, 2005. — 407 с. — ISBN 5971700383.
- Казаков, Д. [lib.aldebaran.ru/author/kazakov_dmitrii/kazakov_dmitrii_ohota_na_sverhcheloveka/ Охота на сверхчеловека]. — М.: Эксмо, 2008. — 416 с. — ISBN 9785699265473.

### «1945»
Роман Роберта Конроя (англ. Robert Conroy) 2007 года. Японская империя не сдаётся в 1945 году, из-за чего президент США Гарри Трумэн организовывает тотальные ядерные бомбардировки и полноценную войну-вторжение на Японские острова (см. Операция «Даунфол»).
- Conroy, R. 1945. — New York: Ballantine Books, 2007. — 432 с. — ISBN 9780345494795.

### «Человек с железным сердцем»
Ещё один роман Гарри Тёртлдава, изданный в 2008 году. Германия повержена и оккупирована союзными войсками — однако происходит нарастающий по силе мятеж, сопровождающийся серией терактов. Маршал Иван Конев и генерал Джордж Паттон убиты террористами-смертниками, грузовик-бомба взрывает Дворец правосудия в Нюрнберге (что откладывает Нюрнбергский процесс), русскую миссию в Берлине перед Новым годом отравляют алкоголем, американцы пытаются ввести в стране демократические институты, но Конрад Аденауэр гибнет под миномётным обстрелом, как и группа немецких ядерных физиков, уничтожены в терактах Эйфелева башня и Вестминстерское аббатство, во Франкфурте в расположении американских войск взорвана «грязная бомба», а также периодически происходят тараны зданий захваченными авиалайнерами.
Сопротивление возглавляет выживший в 1942 году после пражского покушения Рейнхард Гейдрих: после поражения вермахта под Сталинградом он тайно встретился с Генрихом Гиммлером и убедил того в необходимости загодя подготовиться к масштабной террористической войне на случай вероятности поражения Германии — что и было сделано. Контрразведки СССР и США сбиваются с ног, пытаясь ликвидировать подполье, НКВД проводит масштабные репрессии, раскаляя обстановку. В США нарастают дезертирство из армии и массовые протестные настроения, матери требуют вернуть сыновей домой. Немецкое сопротивление приобретает все черты полномасштабной национально-освободительной войны.
Республиканцы выигрывают выборы в Конгресс США и увеличивают давление на президента Гарри Трумэна с целью отозвать из Европы американские вооружённые силы. Наконец, контрразведчикам СССР и США удаётся скооперироваться, выследить и ликвидировать Гейдриха — однако уже поздно: в то время как русские продолжают яростно сопротивляться террору, Америка и Великобритания под давлением общественного мнения вынуждены вывести свои оккупационные войска. Нацисты вновь захватывают западные оккупационные зоны Германии.
- Turtledove, H. The Man with the Iron Heart. — New York: Ballantine Books, 2008. — 533 с. — ISBN 9780345504300.

### «Если бы Гитлер взял Москву»
Роман Вячеслава Шпаковского издан в России в 2009 году.
Вермахт занимает Москву 8 октября 1941 — в результате того, что Гитлер после не бывшей в реальности авиакатастрофы 4 августа в Растенбурге («Волчье логово») лежал в коме и никто не повернул германские армии с московского направления на замыкание киевского «котла».
Далее германские войска до сентября 1942 оккупируют Центральную Россию до Волги, берут Рыбинск, Ярославль, Горький, Пензу, Тамбов, Саратов, весь Кавказ с Баку и Тбилиси и входят в Иран. Роммель, с другой стороны, захватывает Мальту, полностью побеждает в Северной Африке и завоевывает Каир и Александрию летом 1942. Адмирал Ямамото разгромил американский авианосный флот в битве при атолле Мидуэй, потопив 4 авианосца США. Япония и Турция в августе 1942 вступают в войну против СССР на стороне Германии и захватывают соответственно Владивосток и Батуми, уничтожив места базирования Черноморского и Тихоокеанского флота СССР.
Но перелом в войне в пользу союзников всё равно начинается — в Сталинграде и под Вологдой, на каспийском побережье Ирана, в Палестине под Иерусалимом и в зоне Панамского канала — осенью 1942 года.
Война не закончилась в мае 1945 года, и 5 августа 1945 года американцы помимо Хиросимы сбрасывают атомную бомбу и на Берлин, окруженный советскими войсками…
- В. О. Шпаковский. Если бы Гитлер взял Москву. — М.: Яуза-Пресс, 2009. — 576 с. — (Вторая мировая война: вырванные страницы). — 5000 экз. — ISBN 978-5-9955-0057-5.

### «Сапоги на Уайтхолле»
Сатирический анимационный фильм 2010 года, снятый Эдвардом и Рори Макгенри. В 1940 году немецкие войска прокладывают туннель под Ла-Маншем и выходят на поверхность в центре Лондона, захватывая Великобританию. Главный герой присоединяется к движению Сопротивления, возглавляемому Уинстоном Черчиллем. Решающая битва фильма происходит на валу Адриана, где спасителями страны оказываются шотландские горцы.

### «Сопротивление»
Фильм 2011 года режиссёра Амита Гупты, экранизация одноимённого романа Оуэна Ширса. Действие фильма происходит в валлийской глубинке во время немецкого вторжения: согласно сюжету фильма, СССР потерпел поражение в войне, а высадка союзных войск в Нормандии окончилась катастрофой. Муж Сары, главной героини фильма, вместе с односельчанами уходит в партизаны, не предупредив жену, а группа немецких солдат, занявших деревню, оказывается неподготовленной к зиме и борется за выживание.

### «Железное небо»
Пародийный финско-германский фильм режиссёра Т. Вуоренсола «Железное небо» вышел в прокат в 2012 году. В 1945 году часть нацистов улетела с Земли на немецких космических кораблях на обратную сторону Луны и основала там колонию нацистской Германии под куполом (что явилось огромным сюрпризом для арестованных эсэсовцами американских астронавтов, высадившихся на Луну). Топливом для немцев является добываемый ими лунный гелий-3. На Луне построены здания — заводы, школы, ходит автомобильный транспорт. В наше время лунные немцы отправляют большой военный космический корабль на Землю…

### «Хеллсинг»
Манга, созданная Котой Хирано. Рассказывающая о до сих пор существующей организации Миллениум пытающейся возродить нацистскую Германию, создав батальон вампиров. «Хеллсинг», «Миллениум» и XIII отдел Ватикана «Искариот» разворачивают трёхстороннюю войну на улицах Лондона, а «Миллениум» раскрывает свою главную цель: победить вампира Алукарда в противостоянии, начавшемся ещё во время Второй мировой войны и захватить Англию.

### Компьютерные игры
В ряде компьютерных игр финал изначально открыт и победа стран оси может произойти в зависимости от действий игрока — так, в некоторых стратегических играх, симулирующих ход Второй мировой войны, игрок может управлять армиями стран оси в качестве одной из сторон игры и добиться победы вопреки реальной истории.
- Strategic Simulations, Inc., «Panzer General», варгейм, 1994. Единственная кампания в игре — за Германию. Начинается со вторжения в Польшу в 1939-м и может закончиться десантом на восточное побережье США в 1944-м.
- MicroProse, «Civilization II: Conflicts in Civilization Scenarios», глобальная стратегия, 1996. Один из сценариев посвящён Второй мировой войне в Европе. Карта — от Каспия и Урала до части восточного побережья США. Можно выбрать игру за нацистскую Германию, который в начале сеанса обладает наиболее высоким рейтингом. Цель — завоевание мира за семь лет или менее.
- Strategic Simulations, Inc., «Panzer General II», варгейм, 1996. В кампании за Германию действия начинаются с 1938 года в виде помощи франкистам при штурме Мадрида и могут закончиться десантом на восточное побережье США в 1944-м.
- EA Digital Illusions CE, «Battlefield 1942», шутер, 2002. Из возможных задач — добиться победы в кампании 1942 года Роммеля в Африке и в Тихоокеанской кампании против США.
- Paradox, «Hearts of Iron», глобальная стратегия, 2002., а также её переиздания Hearts of Iron II (2005), Hearts of Iron III (2009) и Hearts of Iron IV (2016). Игрок, управляя в период 1936—1948 годов любым из существующих на тот период государств, в том числе и странами Оси, может добиться победы во Второй мировой войне. Также на игру существуют модификации в которых страны Оси победили во Второй мировой войне, такие как «The New Order: Last Days of Europe» и «Thousand Week Reich».
- TimeGate Studios, Axis & Allies, стратегия, 2004, основанная на одноимённой настольной игре. Кампания за страны оси является альтернативно-исторической и включает в себя победы Германии в Африке и на восточном фронте, вторжение Германии в Великобританию и Японии в Австралию и заканчивается с падением Москвы и выходом США из войны.
- EA Los Angeles, Command & Conquer: Red Alert 3, стратегия, 2009: одной из сторон в игре, действие которой происходит в 1986 году, является высокотехнологичная Японская империя, избежавшая крушения во Второй мировой войне. Под управлением игрока она может уничтожить остальных противников и добиться мирового господства.
- Eidos Studios Hungary, Battlestations: Pacific, симулятор с элементами стратегии, 2009. Кампания за Японскую империю представляет собой альтернативную версию войны на Тихом океане, начиная с победы японцев в битве за Мидуэй и заканчивая вторжением на Гавайские острова.
- Kremlingames, Империя: Пути истории, текстовый политэкономический симулятор, 2016. Одна из кампаний посвящена Германии после Первой мировой войны, где игрок может по собственному усмотрению распорядиться Германией, выбрав из тройки кандидатов на правление в определённый исторический переломный момент. К примеру, привести к власти правительство Отто Штрассера, и, следуя его курсу, развить иной вариант Второй мировой войны: коалиция Германии, СССР и Японской империи против стран-союзников. Также возможен вариант, к примеру, победы нацистов в войне и разные пути развития Рейха в дальнейшем.[20]

Другие компьютерные игры используют альтернативно-исторические декорации, в которых победа стран оси происходит вне зависимости от действий игрока, или уже имела место до начала игры.
- Capcom, «Bionic Commando», платформер, 1988. Действие игры происходит после Второй мировой войны в альтернативном мире, разделенном между демократической Федерацией и нацистской Империей; главный герой пытается сорвать проект по воскрешению Адольфа Гитлера.
- Cinemaware, «Rocket Ranger», аркада с элементами стратегии, 1988. Нацистская Германия использует привезенный с Луны минерал «лунарий» для достижения победы в войне и захвата мира; герой пытается переиграть войну, сражаясь с нацистами в разных странах мира.
- Interplay Entertainment, «Mortyr», шутер, 1999. В 2093 году Землёй правит Нацистская Германия, из-за климатических изменений близка катастрофа. Герой отправляется в 1944 год, чтобы предотвратить беду, вызванную тогда появлением оружия возмездия, и освободить мир от нацизма.
- Irrational Games, «Freedom Force vs. the Third Reich», RPG, 2006. Нацистский суперзлодей меняет прошлое, в результате чего Страны оси получают преимущество и выигрывают войну. Супергерои должны исправить это.
- Spark Unlimited, «Turning Point: Fall of Liberty», шутер, 2008. Старый Свет завоёван нацистской Германией, Америка расчленена. Задача — выжить и продолжать сопротивляться в условиях тотальной войны.
- Eidos Interactive, Avalanche Studios «Just Cause 2», шутер, 2010. Остров к северо-западу от Панау населен 100-летними японскими солдатами которые считают, что Вторая мировая война по-прежнему идет. Кроме того, на острове оружия ЭМИ, что первоначально должно быть «секретным оружием императора Хирохито.» Но агент ЦРУ Рико Родригез уничтожает это супер-оружие, а по окончании миссии оставшиеся солдаты были либо уничтожены, либо взяты в плен.
- MachineGames, «Wolfenstein: The New Order», шутер, 2014. Благодаря технологическим достижениям — в частности, созданию атомной бомбы и военных роботов — нацистской Германии удалось выиграть Вторую мировую войну в 1948 году. События самой игры происходят в 1960 году: протагонист игры Бласкович, вступает в ряды сопротивления и борется с нацистским режимом. Эта альтернативная реальность развивается в последующих играх серии.